# Marinha do Exército de Libertação Popular
A Marinha do Exército de Libertação Popular  (MELP; chinês: 中国人民解放军海军, pinyin: Zhōngguó Rénmín Jiěfàngjūn Hǎijūn), também conhecida como Marinha Popular, Marinha Chinesa ou Marinha do ELP, é o ramo de serviço marítimo do Exército de Libertação Popular e a maior potência naval do mundo.
A MELP traça sua linhagem para unidades navais que lutaram durante a Guerra Civil Chinesa e foi estabelecida em 23 de abril de 1949. Ao longo dos anos 1950 e início dos anos 1960, a União Soviética forneceu assistência a Marinha do ELP na forma de conselheiros navais e exportação de equipamentos e tecnologia.
Até o final da década de 1980, a MELP era na maioria uma força ribeirinha e litorânea (marinha de águas marrons). Na década de 1990, após a queda da União Soviética e uma mudança em direção a uma política externa e de segurança mais voltada para o futuro, os líderes das forças armadas chinesas foram libertos das preocupantes disputas fronteiriças terrestres. Tradicionalmente subordinadas as Forças Terrestres, os líderes da Marinha agora podiam defender uma atenção renovada para os mares.
Oficiais militares chineses delinearam planos para operar na primeira e segunda cadeias de ilhas e estão trabalhando para obter capacidade de água azul. Os estrategistas chineses denominam o desenvolvimento da Marinha do ELP de uma marinha de águas verdes para "uma marinha defensiva e ofensiva regional de águas azuis". À medida que a Marinha se expande para uma marinha de águas azuis, exercícios regulares e patrulhas navais no Mar da China Meridional foram aumentados, particularmente perto das Ilhas Senkaku no Mar da China Oriental e na ilha de Taiwan, que reivindica. A República Popular da China (RPC), juntamente com a República da China (RC), Vietnã, Brunei, Malásia e Filipinas, reivindica uma quantidade significativa de fronteira marítima localizada no Mar da China Meridional.
A Marinha do Exército de Libertação Popular é composta por cinco ramos; a Força Submarina, Força de Superfície, Força de Defesa Costeira, Corpo de Fuzileiros Navais e a Força Aérea Naval. Com uma força de pessoal de 240.000 pessoas, incluindo 15.000 fuzileiros navais e 26.000 militares da força aérea naval, é a segunda maior marinha do mundo em termos de tonelagem, que é de 2,400,000 toneladas em 2022, atrás apenas da Marinha dos Estados Unidos e tem o maior número de grandes combatentes de superfície de qualquer marinha globalmente com uma força de batalha geral de aproximadamente 350 navios de superfície e submarinos, em comparação, a força de batalha da Marinha dos Estados Unidos é de aproximadamente 293 navios.

## História

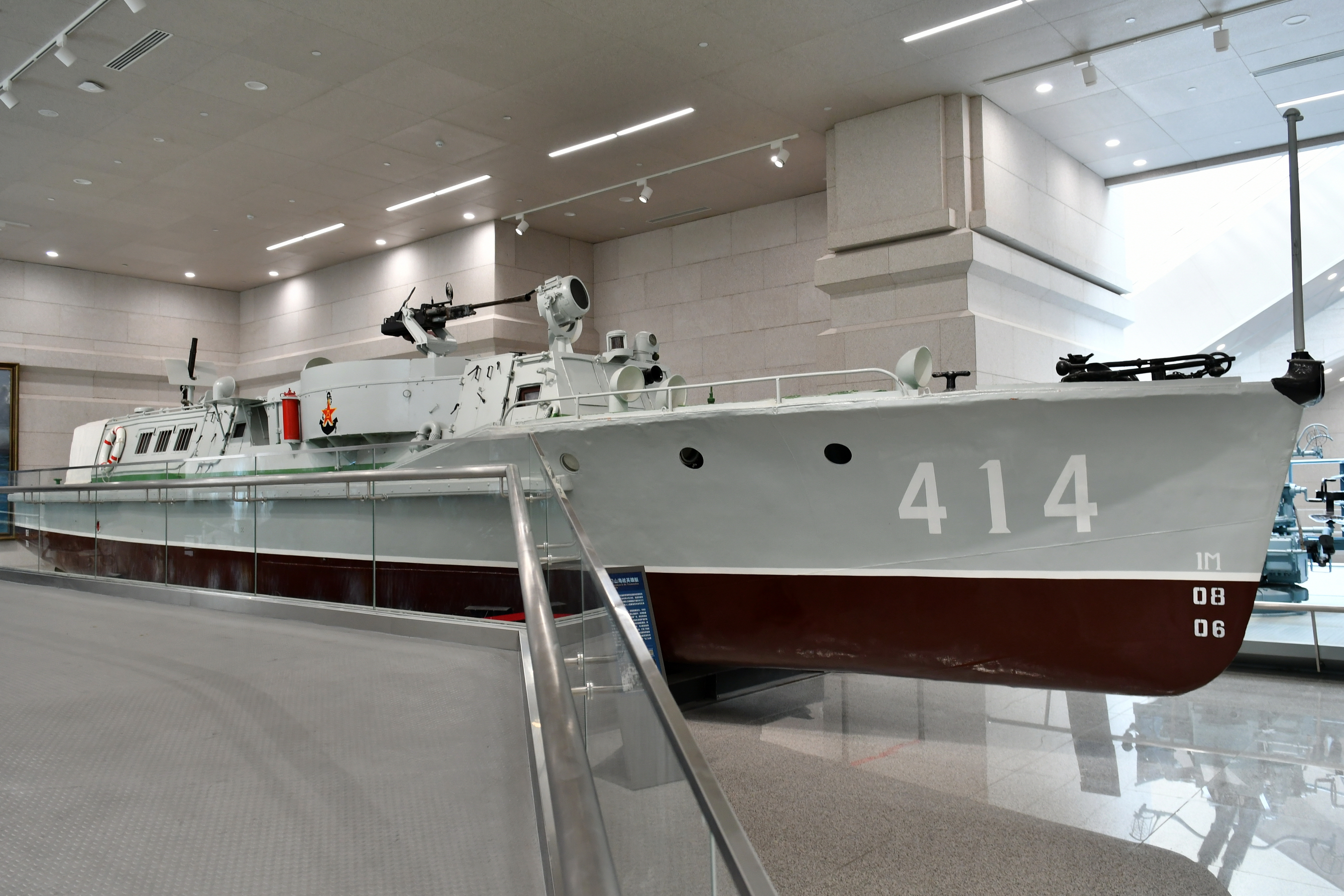
Uma canhoneira usada na Batalha de Toumenshan

A Marinha do ELP traça sua linhagem para unidades da Marinha da República da China (MRC) que desertaram para o Exército de Libertação Popular no final da Guerra Civil Chinesa. Em 1949, Mao Zedong afirmou que "para se opor à agressão imperialista, devemos construir uma marinha poderosa". Durante a Operação de Desembarque na Ilha de Hainan, os comunistas usaram juncos de madeira equipados com canhões de montanha como transporte e navios de guerra contra o MRC. A marinha foi estabelecida em 23 de abril de 1949, consolidando as forças navais regionais sob o comando do Departamento de Estado-Maior Conjunto em Jiangyan (agora em Taizhou, Jiangsu).
A Academia Naval foi criada em Dalian em 22 de novembro de 1949, principalmente com instrutores soviéticos. Em seguida, consistia em uma coleção heterogênea de navios e barcos adquiridos das forças do Kuomintang. A Força Aérea Naval foi adicionada dois anos depois. Em 1954, cerca de 2.500 conselheiros navais soviéticos estavam na China possivelmente um conselheiro para cada trinta militares navais chineses e a União Soviética começou a fornecer navios modernos.
Com a ajuda soviética a marinha se reorganizou em 1954 e 1955 na Frota do Mar do Norte, Frota do Mar do Leste e Frota do Mar do Sul, e um corpo de almirantes e outros oficiais navais foram estabelecidos nas fileiras das forças terrestres. Na construção naval, os soviéticos primeiro ajudaram os chineses, depois os chineses copiaram os projetos soviéticos sem assistência e finalmente, os chineses produziram embarcações de seu próprio projeto. Eventualmente, a assistência soviética progrediu a ponto de uma frota conjunta sino-soviética do Oceano Pacífico estar em discussão.

### Anos 1950 e 1960

Mao Tsé-Tung inspecionou a marinha em 1953

Durante as convulsões do final dos anos 1950 e 1960, a Marinha permaneceu relativamente imperturbável. Sob a liderança do Ministro da Defesa Nacional Lin Biao, grandes investimentos foram feitos na construção naval durante os frugais anos imediatamente após o Grande Salto Adiante. Durante a Revolução Cultural, vários comissários e comandantes navais importantes foram expurgados.

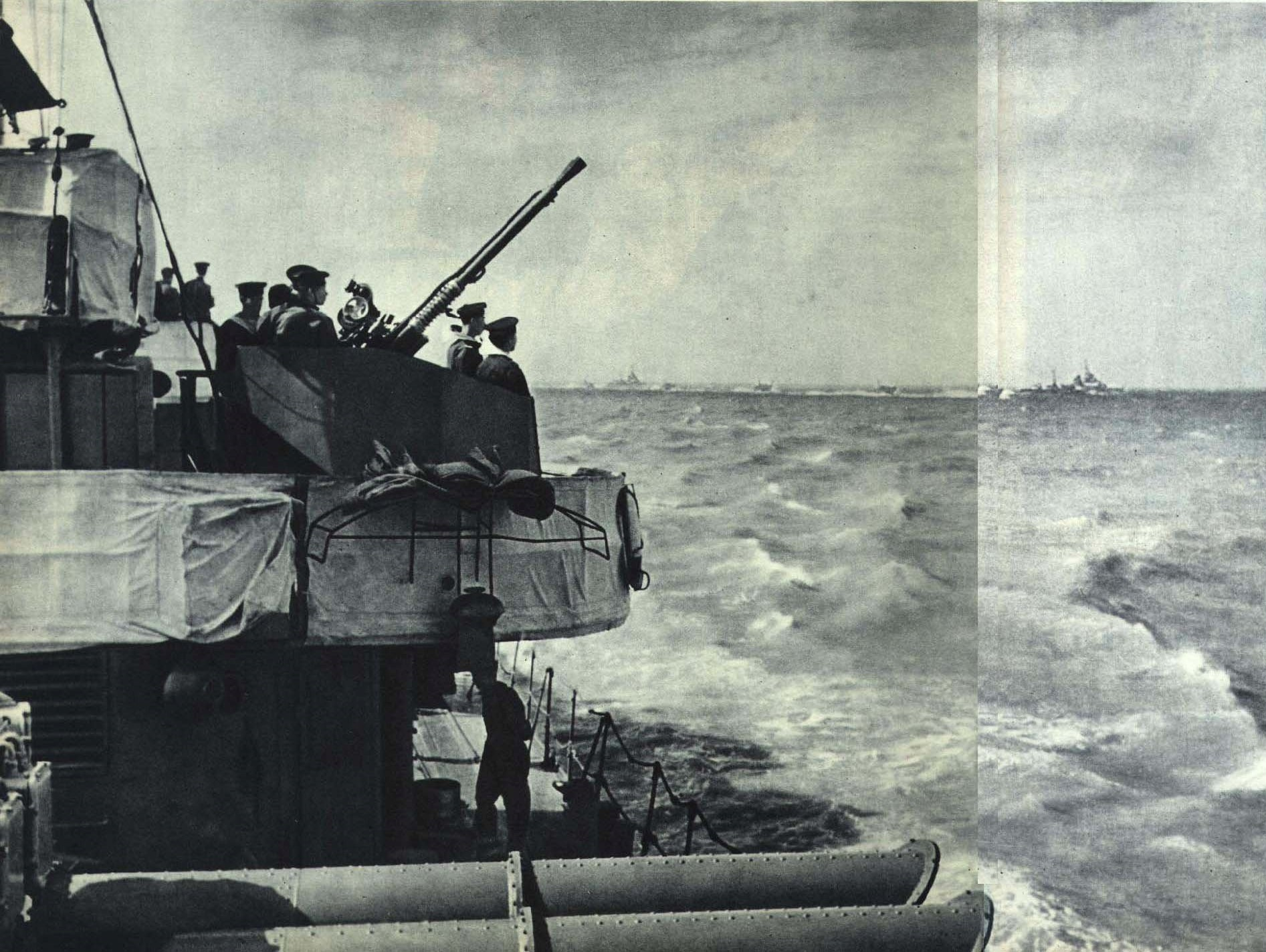
Exercícios da Marinha do Exército de Libertação Popular em 1963

As forças navais foram usadas para suprimir uma revolta em Wuhan em julho de 1967, mas o serviço evitou na maioria a turbulência que afetava o país. Embora falasse de Mao Tsé-Tung da boca para fora e designasse comissários políticos a bordo dos navios, a Marinha continuou a treinar, construir e manter as frotas, bem como as armas de defesa costeira e aviação, bem como no desempenho da sua missão.

### Anos 1970 e 1980
Na década de 1970, quando aproximadamente 20% do orçamento de defesa foi alocado para as forças navais, a Marinha cresceu dramaticamente. A força submarina convencional aumentou de 35 para 100 barcos, o número de navios portadores de mísseis cresceu de 20 para 200 e a produção de navios de superfície maiores, incluindo navios de apoio para operações oceânicas, aumentou. A Marinha também iniciou o desenvolvimento de submarinos de ataque nuclear (SSN) e submarinos de mísseis balísticos movidos a energia nuclear (SSBN).
Na década de 1980, sob a liderança do Comandante Naval Liu Huaqing, a marinha se tornou uma potência naval regional, embora a construção naval continuasse em um nível um pouco abaixo da taxa da década de 1970. Liu Huaqing foi um oficial do Exército que passou a maioria de sua carreira em cargos administrativos envolvendo ciência e tecnologia. Foi somente em 1988 que a Marinha do Exército de Libertação Popular foi liderada por um oficial da Marinha. Liu também era muito próximo de Deng Xiaoping, pois seus esforços de modernização estavam conforme as políticas nacionais de Deng.
Enquanto sob sua liderança os estaleiros de construção naval produziram menos navios do que na década de 1970, foi dada maior ênfase à tecnologia e à melhoria qualitativa. Os esforços de modernização também abrangeram padrões educacionais e técnicos mais elevados para o pessoal; reformulação da doutrina tradicional de defesa costeira e estrutura de força em favor de mais operações em águas verdes; e treinamento em operações navais de armas combinadas envolvendo forças submarinas, de superfície, aviação naval e defesa costeira.
Exemplos da expansão das capacidades da China foram a recuperação de um míssil balístico intercontinental (ICBM) em 1980 no Pacífico Ocidental por uma frota de vinte navios, operações navais estendidas no Mar da China Meridional em 1984 e 1985 e a visita de dois navios de guerra para três nações do sul da Ásia em 1985. Em 1982, a marinha realizou um teste bem-sucedido de um míssil balístico lançado sob a água. A marinha também teve algum sucesso no desenvolvimento de uma variedade de mísseis superfície-superfície e ar-superfície, melhorando as capacidades básicas.
Em 1986, a ordem de batalha da Marinha incluía dois SSBNs da classe Xia armados com doze mísseis CSS-N-3 e três SSNs da classe Han armados com seis mísseis de cruzeiro SY-2. No final da década de 1980, as principais deficiências permaneciam na guerra antissubmarino, guerra de minas, eletrônica naval (incluindo equipamentos de contramedidas eletrônicas) e capacidades de aviação naval.
A Marinha do ELP foi classificada em 1987 como a terceira maior marinha do mundo, embora o pessoal naval representasse apenas 12% da força do ELP. Em 1987, a Marinha consistia (como agora) no quartel-general naval em Pequim; três comandos de frota a Frota do Mar do Norte, baseada em Qingdao, Shandong; a Frota do Mar do Leste, baseada em Ningbo; e a Frota dos Mares do Sul, baseada em Zhanjiang, Guangdong e cerca de 1.000 navios, dos quais apenas cerca de 350 são oceânicos. O resto são pequenas patrulhas ou embarcações de apoio.
A Marinha de 350.000 pessoas incluía unidades da Força Aérea Naval de 34.000 homens, as Forças de Defesa Costeira de 38.000 e o Corpo de Fuzileiros Navais de 56.500. O Quartel-General da Marinha, que controlava os três comandos da frota, era subordinado ao Departamento de Estado-Maior do ELP. Em 1987, a costa de 1.500 km da China era protegida por aproximadamente 70 submarinos movidos a diesel da classe Romeo e Whiskey, que podiam permanecer no mar apenas por um tempo limitado.
Dentro desse anel de proteção e dentro do alcance de aeronaves baseadas em terra, havia contratorpedeiros e fragatas montando mísseis anti-navio Styx, projetores de carga de profundidade e canhões de até 130 milímetros. Qualquer invasor que penetrasse no contratorpedeiro e na proteção da fragata teria sido cercado por quase 900 embarcações de ataque rápido. No entanto, o tempo tempestuoso limitou o alcance desses pequenos barcos e reduziu o apoio aéreo. Atrás do anel interno estava o pessoal da Força de Defesa Costeira operando baterias navais costeiras de mísseis e canhões Styx, apoiados por unidades de força terrestre implantadas em profundidade.

### Anos 1990 e 2000

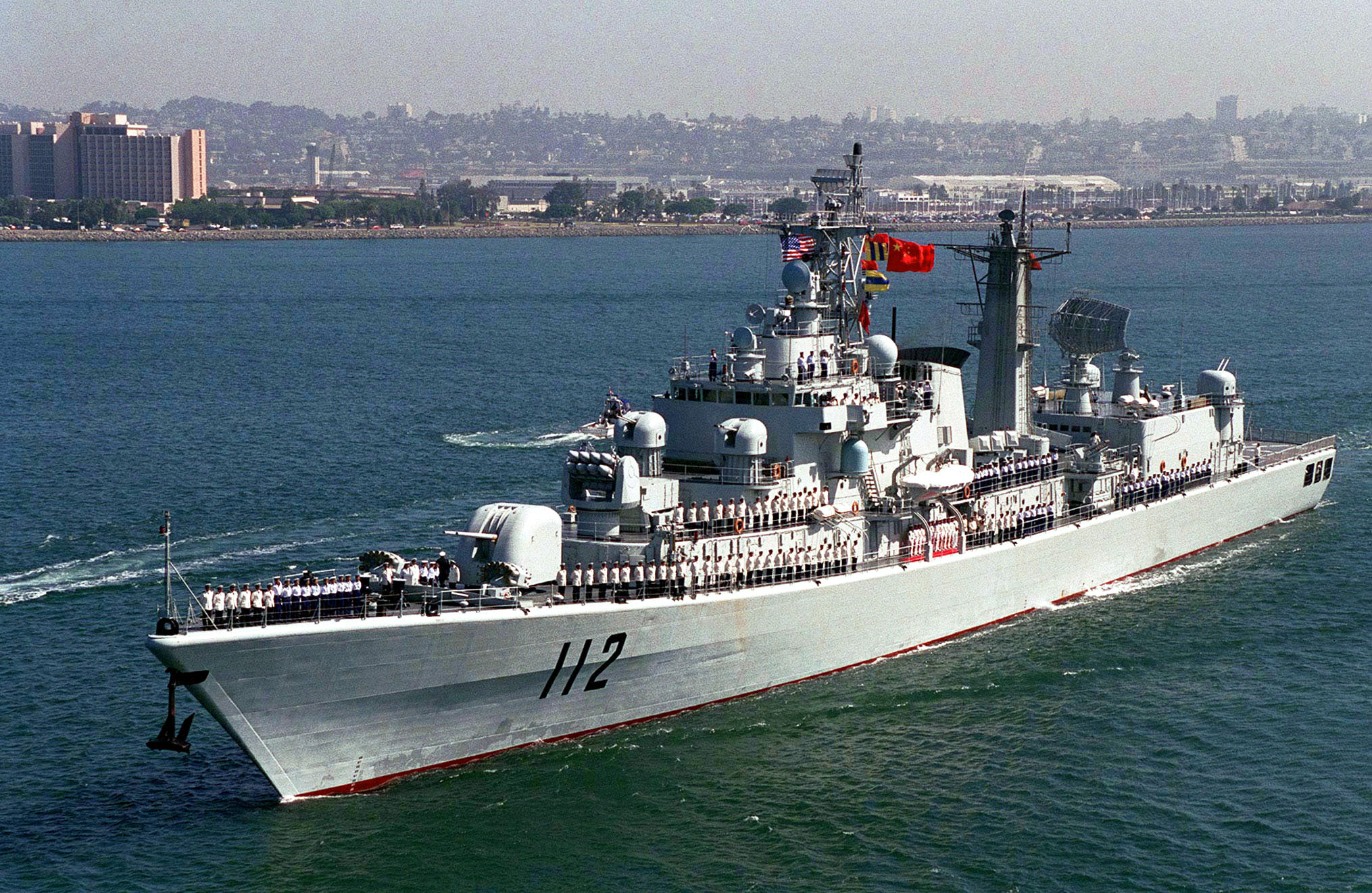
Em março de 1997, o contratorpedeiro Harbin visitou os Estados Unidos

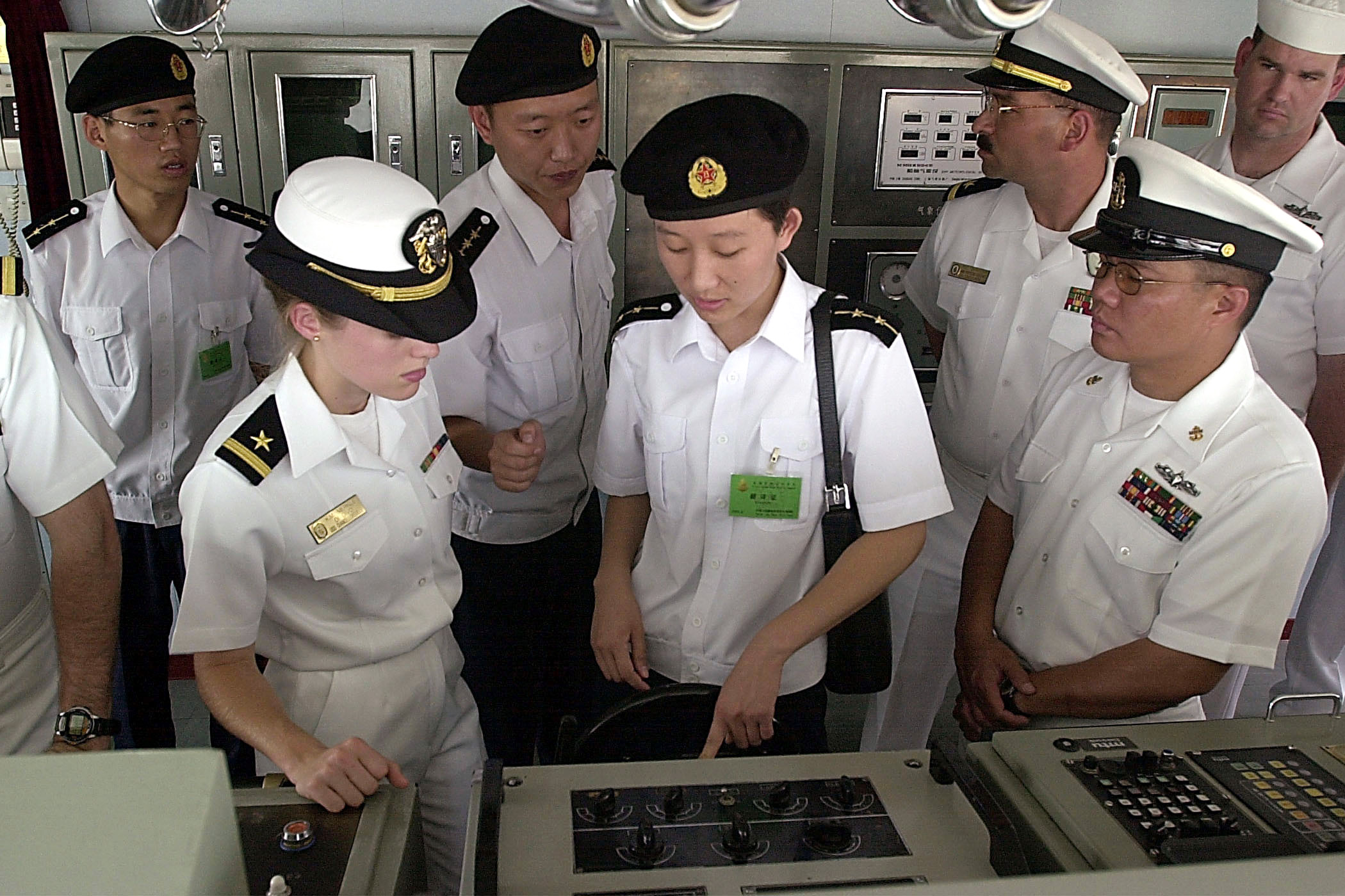
Em agosto de 2000, a Marinha dos EUA visitou Qingdao e visitou o contratorpedeiro Harbin

À medida que o século XXI se aproximava, a Marinha do Exército de Libertação Popular começou a fazer a transição para uma estratégia defensiva off-shore que envolvia mais operações fora de área, longe de suas águas territoriais tradicionais.:23–30 Entre 1989 e 1993, o navio de treinamento Zhenghe visitou os portos do Havaí, Tailândia, Bangladesh, Paquistão e Índia. Os navios da Marinha do ELP visitaram Vladivostok em 1993, 1994, 1995 e 1996. Grupos de trabalho da MELP também visitaram a Indonésia em 1995; Coreia do Norte em 1997; Nova Zelândia, Austrália e Filipinas em 1998; Malásia, Tanzânia, África do Sul, Estados Unidos e Canadá em 2000; e Índia, Paquistão, França, Itália, Alemanha, Grã-Bretanha, Hong Kong, Austrália e Nova Zelândia em 2001.:114
Em março de 1997, o destróier de mísseis guiados da classe Luhu Harbin, o destróier de mísseis guiados da classe Luda Zhuhai e o petroleiro Nancang iniciaram a primeira circunavegação da MELP no Oceano Pacífico, uma viagem de 98 dias com visitas a portos no México, Peru, Chile e Estados Unidos, incluindo Pearl Harbor e San Diego. A flotilha estava sob o comando do vice-almirante Wang Yongguo, comandante-em-chefe da Frota dos Mares do Sul.:114
O contratorpedeiro de mísseis guiados da classe Luhu Qingdao e o petroleiro Taicang completaram a primeira circunavegação da Marinha Chinesa pelo mundo uma viagem de 123 dias cobrindo 32 000 milhas náuticas (59 000 km; 37 000 mi) entre 15 de maio e 23 de setembro de 2002. As visitas aos portos incluíram Changi, Cingapura; Alexandria, Egito; Aksis, Turquia; Sebastopol, Ucrânia; Pireu, Grécia; Lisboa, Portugal; Fortaleza, Brasil; Guayaquil, Equador; Callao, Peru; e Papeete na Polinésia Francesa. As embarcações do ELP participaram de exercícios navais com as fragatas francesas Nivôse e Prairial, além de exercícios com a Marinha do Peru. A flotilha estava sob o comando do vice-almirante Ding Yiping, comandante-em-chefe da Frota do Mar do Norte e o capitão Li Yujie era o comandante do Qingdao.:114–115
No geral, entre 1985 e 2006, as embarcações da Marinha visitaram 18 nações da Ásia-Pacífico, 4 nações da América do Sul, 8 nações da Europa, 3 nações da África e 3 nações da América do Norte.:115 Em 2003, a MELP conduziu seus primeiros exercícios navais conjuntos durante visitas separadas ao Paquistão e à Índia. Exercícios navais bilaterais também foram realizados com exercícios com as marinhas francesa, britânica, australiana, canadense, filipina e dos Estados Unidos.:116
Em 26 de dezembro de 2008, a Marinha do ELP despachou um grupo de trabalho composto pelo destróier de mísseis guiados Haikou (carro-chefe), o destróier de mísseis guiados Wuhan e o navio de abastecimento Weishanhu para o Golfo de Adem para participar de operações antipirataria na costa da Somália. Uma equipe de 16 membros das Forças Especiais Chinesas de seu Corpo de Fuzileiros Navais armados com helicópteros de ataque estava a bordo. Desde então, a China manteve uma flotilha de três navios de dois navios de guerra e um navio de abastecimento no Golfo de Adem, atribuindo navios ao Golfo de Adem trimestralmente. Outros incidentes recentes da MELP incluem o incidente da ilha de Hainan em 2001, um grande acidente submarino em 2003 e incidentes navais envolvendo os navios de vigilância oceânica operados pelo MSC dos EUA Victorious e Impeccable durante 2009. Por ocasião do 60º aniversário da MELP, 52 a 56 embarcações foram mostradas em manobras ao largo de Qingdao em abril de 2009, incluindo submarinos nucleares inéditos.
A manifestação foi vista como um sinal da crescente posição da China, enquanto o presidente do CMC Hu Jintao, indicou que a China não está buscando hegemonia regional nem entrando em uma corrida armamentista. As previsões de analistas ocidentais de que a MELP superaria em número a força submarina da USN já em 2011 não se concretizaram porque a RPC reduziu as importações e a produção doméstica de submarinos.

### Anos 2010 e 2020

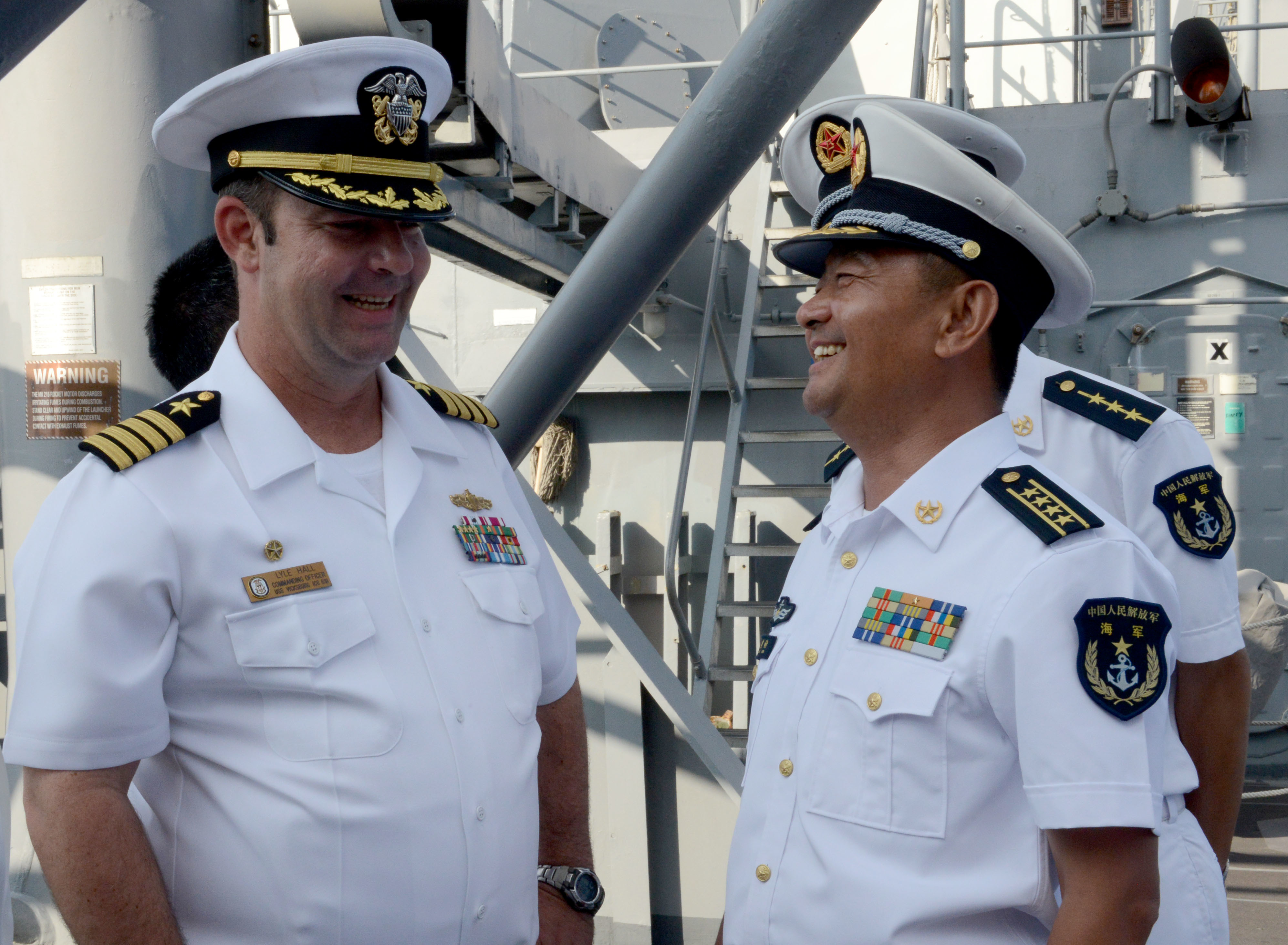
O capitão Wang da MELP, comandante do contratorpedeiro Jinan, cumprimenta o capitão Lyle Hall da USN durante uma visita ao porto de boa vontade em 2015

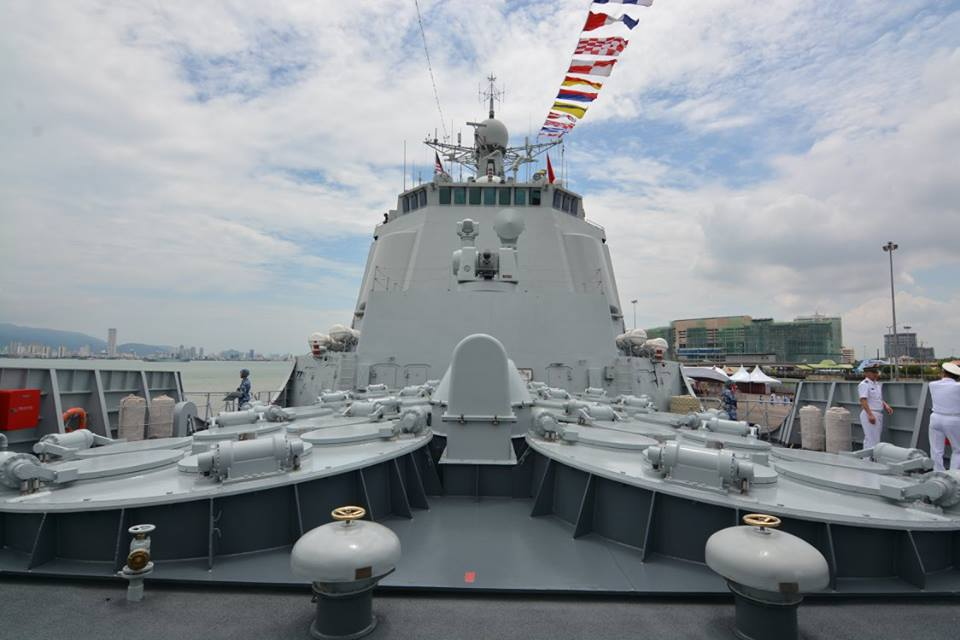
Um contratorpedeiro Tipo 052C, Changchun, em Butterworth, Penang, Malásia em 2017

A partir de 2009, a China encomendou 4 LCAC da classe Zubr da Ucrânia e comprou mais 4 da Marinha Helênica (Grécia). Esses hovercraft/LCACs são construídos para enviar tropas e veículos blindados (tanques, etc.) para as praias de maneira rápida, agindo como uma embarcação de desembarque, e foram vistos como uma ameaça direta ao movimento pró-independência de Taiwan, bem como ao conflito sobre as Ilhas Senkaku. A China está continuamente mudando o equilíbrio de poder na Ásia, construindo os submarinos, a guerra anfíbia e as capacidades de guerra de superfície da Marinha.
Entre 5 e 12 de julho de 2013, uma força-tarefa de sete navios da Frota do Mar do Norte juntou-se a navios de guerra da Frota Russa do Pacífico para participar do Joint Sea 2013, manobras navais bilaterais realizadas na Baía de Pedro, o Grande, no Mar do Japão. Até o momento, o Joint Sea 2013 foi o maior exercício naval já realizado pela Marinha do Exército de Libertação Popular com uma marinha estrangeira.
Em 2 de abril de 2015, durante as violentas consequências de um golpe de estado no Iêmen e em meio a uma campanha de bombardeio internacional, a MELP ajudou dez países a tirar seus cidadãos do Iêmen em segurança, evacuando-os a bordo de uma fragata de mísseis da cidade portuária sitiada de Adem. A operação foi descrita pela Reuters como "a primeira vez que os militares da China ajudaram outros países a evacuar seu povo durante uma crise internacional".
A participação da China em exercícios marítimos internacionais também está aumentando. No RIMPAC 2014, a China foi convidada a enviar navios de sua Marinha do Exército de Libertação Popular; marcando não apenas a primeira vez que a China participou de um exercício RIMPAC, mas também a primeira vez que a China participou de um exercício naval em grande escala liderado pelos Estados Unidos. Em 9 de junho de 2014, a China confirmou que enviaria quatro navios para o exercício, um contratorpedeiro, uma fragata, um navio de abastecimento e um navio hospital. Em abril de 2016, a República Popular da China também foi convidada para o RIMPAC 2016, apesar da tensão no Mar do Sul da China.
O especialista militar da RPC, Yin Zhuo, disse que, devido às deficiências atuais na capacidade da MELP de reabastecer seus navios no mar seus futuros porta-aviões serão forçados a operar em pares. Em entrevista à TV, Zhang Zhaozhong sugeriu o contrário, dizendo que é "improvável que a China coloque todos os seus ovos em uma cesta" e que a marinha provavelmente fará um rodízio entre os porta-aviões, em vez de distribuí-los todos de uma vez.
A MELP continuou sua expansão na década de 2020, aumentando sua capacidade operacional, comissionando novos navios e construindo instalações navais. Os observadores observam que a modernização contínua da MELP visa aumentar a frota de superfície chinesa e corrigir os problemas existentes que limitam a capacidade da MELP. Os observadores observaram que a expansão da MELP permitirá projetar o poder chinês no Mar da China Meridional e permitir que a marinha combata as operações da USN na Ásia. A capacidade naval chinesa aumentou substancialmente nas décadas de 2010 e 2020. Segundo o think tank norte-americano RAND Corporation, a MELP desfrutou de grandes vantagens em termos de tecnologias navais, mísseis e tonelagem contra rivais regionais como Taiwan, Japão, Vietnã, Filipinas e Índia. E os analistas acreditam que a China melhorará ainda mais sua capacidade de projeção de poder para desafiar a Marinha dos Estados Unidos no Pacífico ocidental.

## Organização

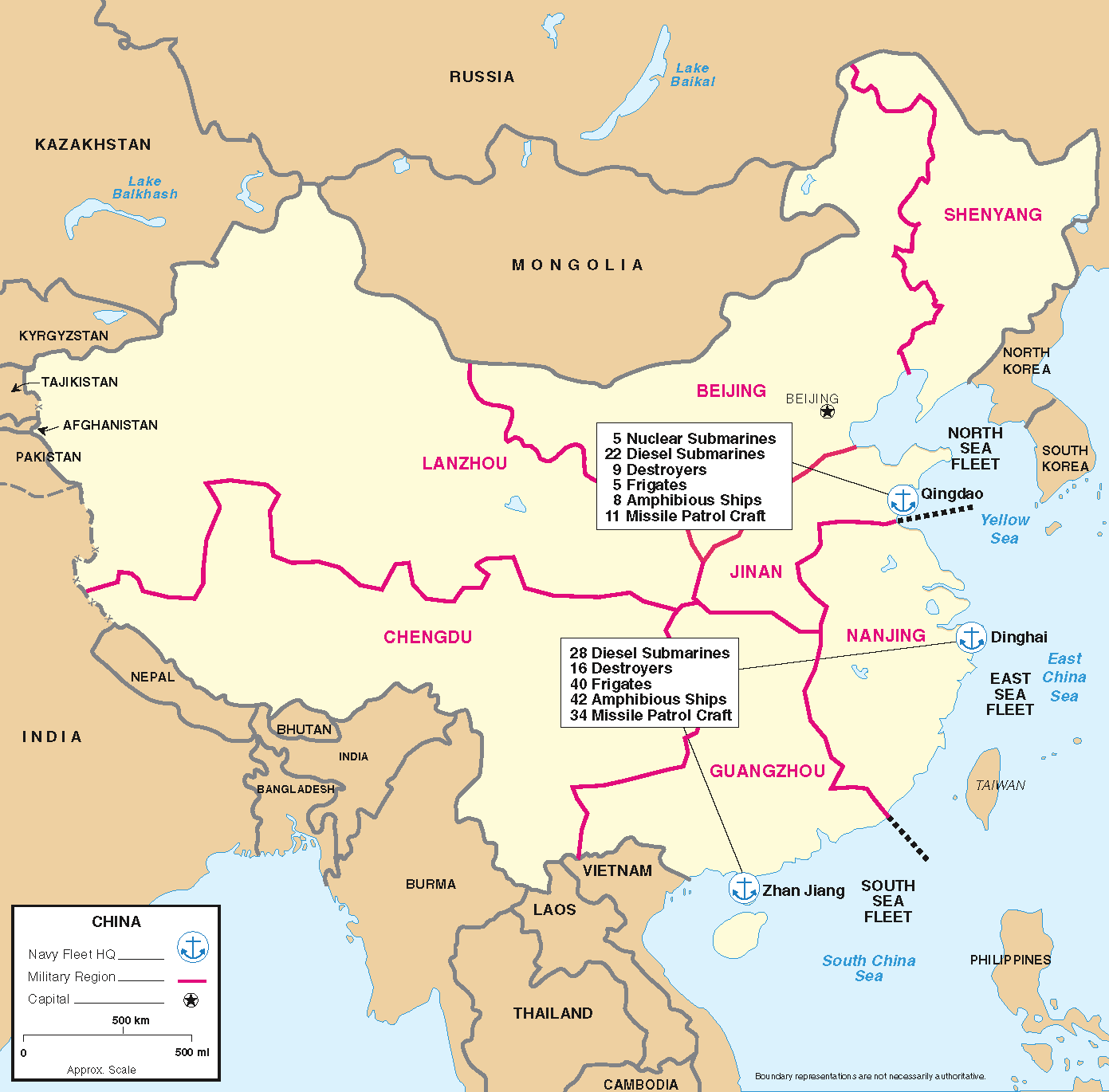
Principais unidades navais nas regiões militares da MELP em 2006

A MELP está organizada em vários departamentos para fins de comando, controle e coordenação. As principais forças operacionais são organizadas em frotas, cada uma com seu próprio quartel-general, um comandante (um contra-almirante ou vice-almirante) e um comissário político. Todos os quartéis-generais da MELP estão subordinados ao Departamento de Estado-Maior Conjunto do MELP e ao Presidente da Comissão Militar Central.

### Frotas
A Marinha do Exército de Libertação Popular é dividida em três frotas:
- A Frota do Mar do Norte, baseada no Mar Amarelo e com sede em Qingdao, província de Shandong.
- A Frota do Mar do Leste, baseada no Mar da China Oriental e com sede em Ningbo, província de Zhejiang.
- A Frota do Mar do Sul, baseada no Mar da China Meridional e com sede em Zhanjiang, Província de Guangdong.

Cada frota consiste em forças de superfície (contratorpedeiros, fragatas, navios anfíbios, etc.), forças submarinas, unidades de defesa costeira e aeronaves.

### Força de Superfície

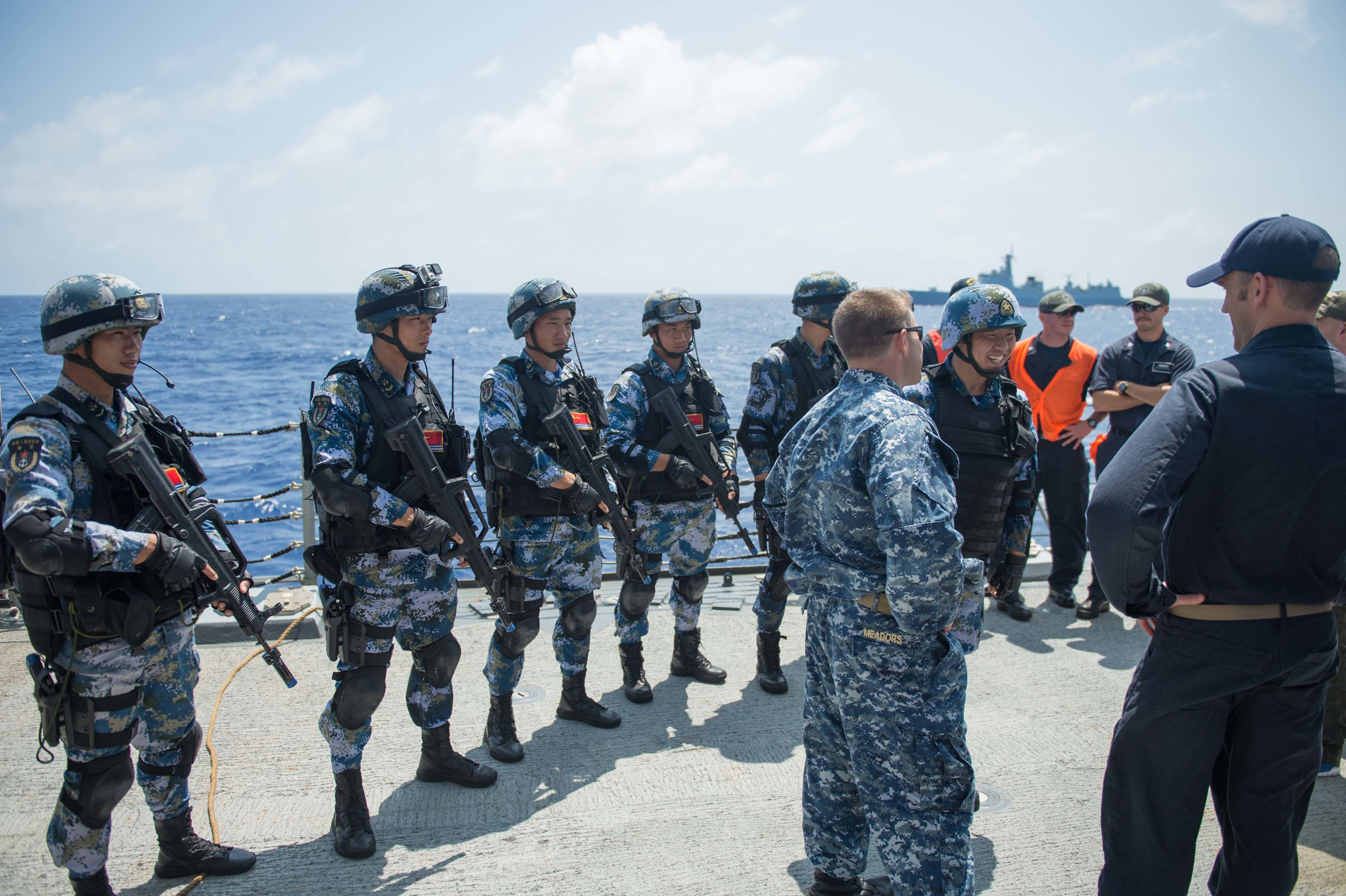
Marinheiros da Marinha dos EUA conversam com marinheiros da Marinha chinesa do contratorpedeiro Xi'an após o exercício Rim of the Pacific 2016 (RIMPAC 2016)

A Força de Superfície do Exército Popular de Libertação consiste em todos os navios de guerra de superfície em serviço com a MELP. Eles estão organizados em flotilhas espalhadas pelas três frotas principais.

### Força Submarina
A Força de Submarinos da Marinha do Exército de Libertação Popular consiste em todos os submarinos nucleares e diesel-elétricos em serviço com a MELP. Eles estão organizados em flotilhas espalhadas pelas três frotas principais.
A RPC é o último dos membros permanentes do Conselho de Segurança das Nações Unidas que não conduziu uma patrulha submarina operacional de mísseis balísticos, devido a problemas institucionais. Opera uma frota de 68 submarinos.

### Força de Defesa Costeira
A Força de Defesa Costeira da MELP é um ramo terrestre da MELP responsável pela defesa costeira com uma força de cerca de 25.000 militares. Também conhecidas como tropas de defesa costeira, elas servem para defender as áreas costeiras e litorâneas da China contra invasões por meio de desembarques anfíbios ou ataques aéreos.
Entre as décadas de 1950 e 1960, a Força de Defesa Costeira foi designada principalmente para repelir qualquer tentativa do Kuomintang de se infiltrar, invadir e assediar a costa chinesa. Após a divisão sino-soviética e o abandono dos planos do KMT de recapturar o continente, a Força de Defesa Costeira concentrou-se na defesa da costa da China de uma possível invasão marítima soviética ao longo dos anos 1960 a 1980.
Com a queda da União Soviética, a ameaça de uma invasão anfíbia da China diminuiu, portanto, o ramo é frequentemente considerado não sendo mais um componente vital da MELP, especialmente porque os navios de guerra de superfície da Marinha continuam a melhorar em termos de capacidades antinavio e de defesa aérea e a projeção de poder da MELP começa a se estender além da primeira cadeia de ilhas.
Hoje, as principais armas das tropas de defesa costeira são os mísseis anti-navio HY-2, YJ-82 e C-602.

### Corpo de Fuzileiros Navais

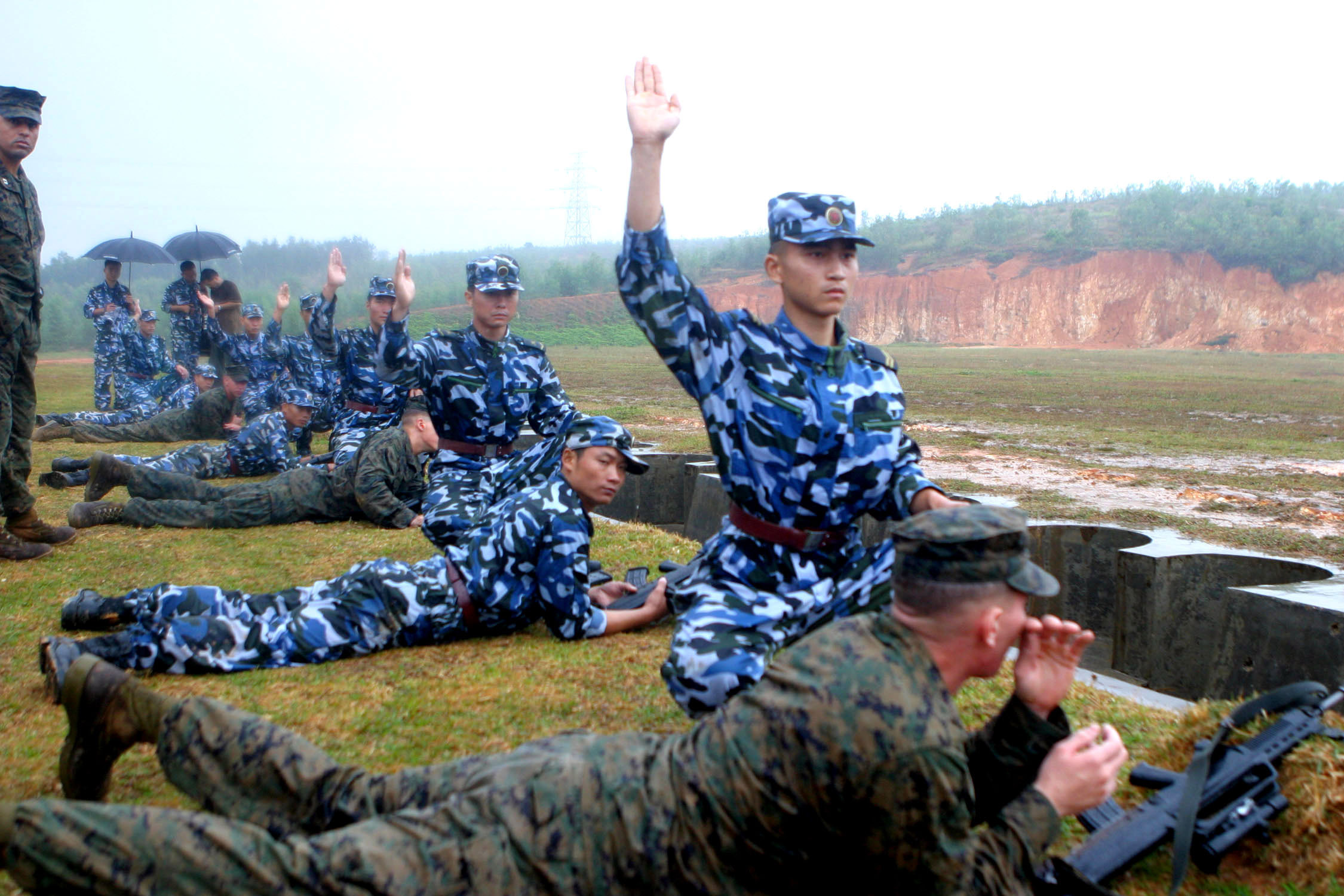
Fuzileiros navais da 1ª Brigada de Fuzileiros Navais e membros do USMC disparam o Rifle de Assalto Tipo 95 durante um exercício de intercâmbio em 2006.

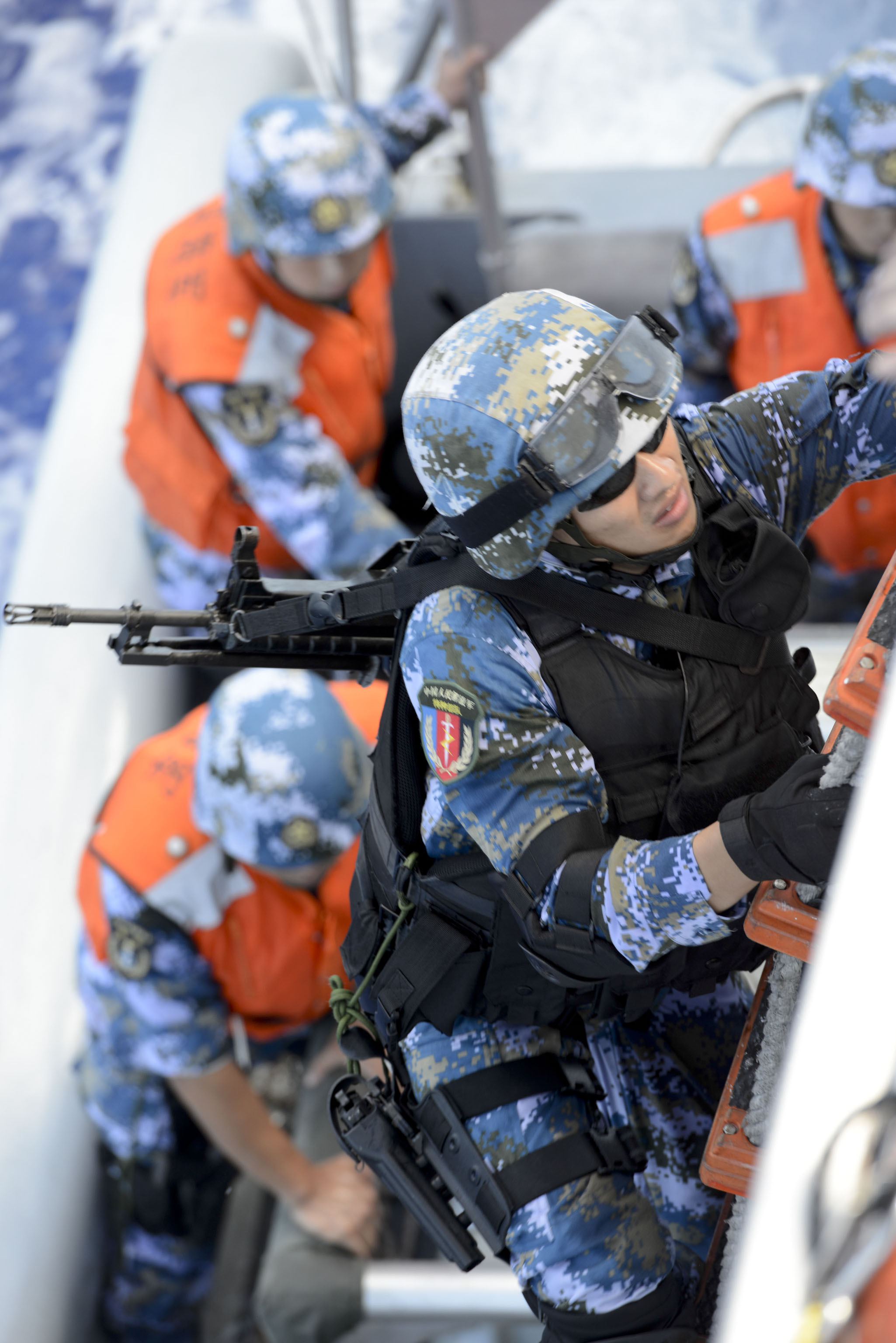
Um fuzileiro naval da MELP com uma equipe de embarque designada para o contratorpedeiro de mísseis guiados Haikou durante um exercício de operações marítimas no RIMPAC 2014

O Corpo de Fuzileiros Navais da MELP foi originalmente estabelecido na década de 1950 e depois restabelecido em 1979 sob a organização da MELP. Consiste em cerca de 20.000 fuzileiros navais e está baseado no Mar da China Meridional com a Frota do Mar do Sul. O Corpo de Fuzileiros Navais são considerados tropas de elite e são forças de implantação rápida treinadas principalmente em guerra anfíbia e às vezes como pára-quedistas para estabelecer uma cabeça de praia ou atuar como ponta de lança durante operações de assalto contra alvos inimigos.
Os fuzileiros navais estão equipados com rifles de assalto padrão Tipo 95, bem como outras armas pequenas e equipamentos pessoais e um uniforme de camuflagem azul/litoral como padrão. Os fuzileiros navais também estão equipados com veículos de combate blindados anfíbios (incluindo tanques leves anfíbios como o Type 63, veículos de assalto como o ZTD-05 e IFVs como o ZBD-05), helicópteros, artilharia naval, sistemas de armas antiaéreas e mísseis terra-ar de curto alcance.
Com os esforços acelerados da MELP para expandir suas capacidades além das águas territoriais, seria provável que o Corpo de Fuzileiros Navais desempenhasse um papel maior em termos de ser uma força expedicionária offshore semelhante ao USMC e Royal Marines.

### Força Aérea Naval
A Força Aérea Naval do Exército de Libertação Popular (FANELP) é o ramo da aviação naval da MELP e tem uma força de cerca de 25.000 pessoas e 690 aeronaves. Opera equipamentos semelhantes à Força Aérea do Exército de Libertação Popular, incluindo aviões de combate, bombardeiros, aviões de ataque, navios-tanque, aviões de reconhecimento/alerta precoce, aviões de guerra eletrônica, aviões de patrulha marítima, aviões de transporte e helicópteros de várias funções.
A Força Aérea Naval do ELP tem operado tradicionalmente a partir de bases aéreas costeiras e recebeu aeronaves mais antigas que a FAELP com passos menos ambiciosos em direção à modernização em massa. Avanços em novas tecnologias, armamento e aquisição de aeronaves foram feitos depois de 2000. Com a introdução do primeiro porta-aviões da China, Liaoning, em 2012, a Força Aérea Naval está realizando operações baseadas em porta-aviões pela primeira vez visando construir capacidades de águas azuis focadas em grupo de batalha de porta-aviões.
As bases aéreas navais da FANELP incluem:
- Frota do Mar do Norte: Dalian, Qingdao, Jinxi, Jiyuan, Laiyang, Jiaoxian, Xingtai, Laishan, Anyang, Changzhi, Liangxiang e Shan Hai Guan
- Frota do Mar do Leste: Danyang, Daishan, Xangai (Dachang), Ningbo, Luqiao, Feidong e Shitangqiao
- Frota dos Mares do Sul: Foluo, Haikou, Lingshui, Sanya, Guiping, Jialaishi e Lingling

### Relacionamento com outras organizações marítimas da China
A MELP é complementado por serviços marítimos paramilitares, como a Guarda Costeira da China. A Guarda Costeira Chinesa não estava anteriormente sob um comando independente, considerada parte da Polícia Armada do Povo, sob o comando local (provincial) de defesa das fronteiras, antes da sua reorganização e consolidação como um serviço unificado. Foi formado a partir da integração de vários serviços anteriormente separados como a Vigilância Marítima da China (VMC), Administração Geral das Alfândegas, Polícia Armada, Aplicação da Lei de Pesca da China e milícia marítima local.
A VMC executou principalmente buscas e salvamentos ou patrulhas costeiras e oceânicas e recebeu alguns grandes navios de patrulha que melhoraram significativamente suas operações; enquanto as Alfândegas, milícias, Polícia Armada e a Polícia da Pesca operavam centenas de pequenas embarcações de patrulha. Para serviços de patrulha marítima, essas embarcações geralmente estão bem armadas com metralhadoras e canhões antiaéreos de 37 mm. Além disso, esses serviços operavam suas próprias pequenas frotas de aviação para auxiliar em suas capacidades de patrulha marítima, com a Alfândega e o VMC operando um punhado de helicópteros Harbin Z-9 e uma aeronave de patrulha marítima baseada no transporte Harbin Y-12 STOL.
Cada província costeira tem 1 a 3 esquadrões da Guarda Costeira:
- 3 Esquadrões: Fujian, Guangdong
- 2 Esquadrões: Liaoning, Shandong, Zhejiang, Hainan, Guangxi
- 1 Esquadrão: Hebei, Tianjin, Jiangsu, Xangai

## Classificações/patentes
As fileiras da Marinha do Exército de Libertação Popular são semelhantes às da Força Terrestre do Exército de Libertação Popular. O atual sistema de patentes e insígnias de oficiais, data de 1988 e é uma revisão das patentes e insígnias usadas de 1955 a 1965. O posto de Hai Jun Yi Ji Shang Jiang (almirante de primeira classe) nunca foi mantido e foi abolido em 1994. Com a introdução oficial dos uniformes Tipo 07, todas as insígnias de oficiais estão nos ombros ou nas mangas dependendo do tipo de uniforme usado. O atual sistema de patentes e insígnias data de 1998.

### Postos de oficiais comissionados
A insígnia dos oficiais comissionados.
| Grupo de classificação                    | General/oficiais de bandeira | General/oficiais de bandeira | General/oficiais de bandeira | General/oficiais de bandeira | General/oficiais de bandeira | General/oficiais de bandeira | General/oficiais de bandeira | General/oficiais de bandeira | General/oficiais de bandeira | General/oficiais de bandeira | Oficiais seniores        | Oficiais seniores        | Oficiais seniores        | Oficiais seniores        | Oficiais seniores        | Oficiais seniores        | Oficiais subalternos    | Oficiais subalternos    | Oficiais subalternos    | Oficiais subalternos    | Oficiais subalternos    | Oficiais subalternos    | Oficiais subalternos    | Oficiais subalternos    | Cadete oficial          | Cadete oficial          | Cadete oficial          | Cadete oficial          | Cadete oficial          | Cadete oficial          | Cadete oficial          | Cadete oficial | Cadete oficial | Cadete oficial | Cadete oficial | Cadete oficial |
| ----------------------------------------- | ---------------------------- | ---------------------------- | ---------------------------- | ---------------------------- | ---------------------------- | ---------------------------- | ---------------------------- | ---------------------------- | ---------------------------- | ---------------------------- | ------------------------ | ------------------------ | ------------------------ | ------------------------ | ------------------------ | ------------------------ | ----------------------- | ----------------------- | ----------------------- | ----------------------- | ----------------------- | ----------------------- | ----------------------- | ----------------------- | ----------------------- | ----------------------- | ----------------------- | ----------------------- | ----------------------- | ----------------------- | ----------------------- | -------------- | -------------- | -------------- | -------------- | -------------- |
| Marinha do Exército de Libertação Popular |                              |                              |                              |                              |                              |                              |                              |                              |                              |                              |                          |                          |                          |                          |                          |                          |                         |                         |                         |                         |                         |                         |                         |                         |                         |                         |                         |                         |                         |                         |                         |                |                |                |                |                |
| 海军上将 Hǎijūn shàngjiàng                | 海军上将 Hǎijūn shàngjiàng   | 海军中将 Hǎijūn zhōngjiàng   | 海军中将 Hǎijūn zhōngjiàng   | 海军少将 Hǎijūn shàojiàng    | 海军少将 Hǎijūn shàojiàng    | 海军大校 Hǎijūn dàxiào       | 海军上校 Hǎijūn shàngxiào    | 海军中校 Hǎijūn zhōngxiào    | 海军中校 Hǎijūn zhōngxiào    | 海军少校 Hǎijūn shàoxiào     | 海军少校 Hǎijūn shàoxiào | 海军上尉 Hǎijūn shàngwèi | 海军上尉 Hǎijūn shàngwèi | 海军中尉 Hǎijūn zhōngwèi | 海军中尉 Hǎijūn zhōngwèi | 海军中尉 Hǎijūn zhōngwèi | 海军少尉 Hǎijūn shàowèi | 海军少尉 Hǎijūn shàowèi | 海军少尉 Hǎijūn shàowèi | 海军学员 Hǎijūn xuéyuán | 海军学员 Hǎijūn xuéyuán | 海军学员 Hǎijūn xuéyuán | 海军学员 Hǎijūn xuéyuán | 海军学员 Hǎijūn xuéyuán | 海军学员 Hǎijūn xuéyuán | 海军学员 Hǎijūn xuéyuán | 海军学员 Hǎijūn xuéyuán | 海军学员 Hǎijūn xuéyuán | 海军学员 Hǎijūn xuéyuán | 海军学员 Hǎijūn xuéyuán | 海军学员 Hǎijūn xuéyuán |                |                |                |                |                |

### Outras Classificações
A insígnia de suboficiais e praças.
| Grupo de classificação                    | Suboficiais seniores                   | Suboficiais seniores                   | Suboficiais seniores                   | Suboficiais seniores                   | Suboficiais seniores                   | Suboficiais seniores                    | Suboficiais seniores                    | Suboficiais seniores                   | Suboficiais seniores                   | Suboficiais seniores     | Suboficiais seniores     | Suboficiais seniores     | Suboficiais seniores     | Suboficiais seniores     | Suboficiais seniores     | Suboficiais seniores     | Suboficiais seniores     | Suboficiais seniores     | Suboficiais seniores     | Suboficiais seniores     | Suboficiais seniores     | Suboficiais seniores   | Suboficiais            | Suboficiais            | Suboficiais            | Suboficiais                     | Suboficiais                     | Suboficiais                     | Alistado                        | Alistado                        | Alistado                        | Alistado                | Alistado                | Alistado | Alistado | Alistado |
| ----------------------------------------- | -------------------------------------- | -------------------------------------- | -------------------------------------- | -------------------------------------- | -------------------------------------- | --------------------------------------- | --------------------------------------- | -------------------------------------- | -------------------------------------- | ------------------------ | ------------------------ | ------------------------ | ------------------------ | ------------------------ | ------------------------ | ------------------------ | ------------------------ | ------------------------ | ------------------------ | ------------------------ | ------------------------ | ---------------------- | ---------------------- | ---------------------- | ---------------------- | ------------------------------- | ------------------------------- | ------------------------------- | ------------------------------- | ------------------------------- | ------------------------------- | ----------------------- | ----------------------- | -------- | -------- | -------- |
| Marinha do Exército de Libertação Popular |                                        |                                        |                                        |                                        |                                        |                                         |                                         |                                        |                                        |                          |                          |                          |                          |                          |                          |                          |                          |                          |                          |                          |                          |                        |                        |                        |                        |                                 |                                 |                                 |                                 |                                 |                                 |                         |                         |          |          |          |
| 海军一级军士长 Hǎijūn yījí jūnshìzhǎng    | 海军一级军士长 Hǎijūn yījí jūnshìzhǎng | 海军一级军士长 Hǎijūn yījí jūnshìzhǎng | 海军二级军士长 Hǎijūn èrjí jūnshìzhǎng | 海军二级军士长 Hǎijūn èrjí jūnshìzhǎng | 海军二级军士长 Hǎijūn èrjí jūnshìzhǎng | 海军三级军士长 Hǎijūn sānjí jūnshìzhǎng | 海军三级军士长 Hǎijūn sānjí jūnshìzhǎng | 海军四级军士长 Hǎijūn sìjí jūnshìzhǎng | 海军四级军士长 Hǎijūn sìjí jūnshìzhǎng | 海军上士 Hǎijūn shàngshì | 海军上士 Hǎijūn shàngshì | 海军上士 Hǎijūn shàngshì | 海军上士 Hǎijūn shàngshì | 海军上士 Hǎijūn shàngshì | 海军上士 Hǎijūn shàngshì | 海军中士 Hǎijūn zhōngshì | 海军中士 Hǎijūn zhōngshì | 海军中士 Hǎijūn zhōngshì | 海军中士 Hǎijūn zhōngshì | 海军中士 Hǎijūn zhōngshì | 海军中士 Hǎijūn zhōngshì | 海军下士 Hǎijūn xiàshì | 海军下士 Hǎijūn xiàshì | 海军下士 Hǎijūn xiàshì | 海军下士 Hǎijūn xiàshì | 海军上等兵 Hǎijūn shàngděngbīng | 海军上等兵 Hǎijūn shàngděngbīng | 海军上等兵 Hǎijūn shàngděngbīng | 海军上等兵 Hǎijūn shàngděngbīng | 海军上等兵 Hǎijūn shàngděngbīng | 海军上等兵 Hǎijūn shàngděngbīng | 海军列兵 Hǎijūn lièbīng | 海军列兵 Hǎijūn lièbīng |          |          |          |

## Comandantes
- Xiao Jinguang (janeiro de 1950 - janeiro de 1980)
- Ye Fei (janeiro de 1980 - agosto de 1982)
- Liu Huaqing (agosto de 1982 - janeiro de 1988)
- Zhang Lianzhong (janeiro de 1988 - novembro de 1996)
- Shi Yunsheng (novembro de 1996 - junho de 2003)
- Zhang Dingfa (junho de 2003 - agosto de 2006)
- Wu Shengli (agosto de 2006 - janeiro de 2017)
- Shen Jinlong (janeiro de 2017 - setembro de 2021)
- Dong Jun (setembro de 2021 - presente)

## Tópicos contemporâneos

### Estratégia, planos, prioridades

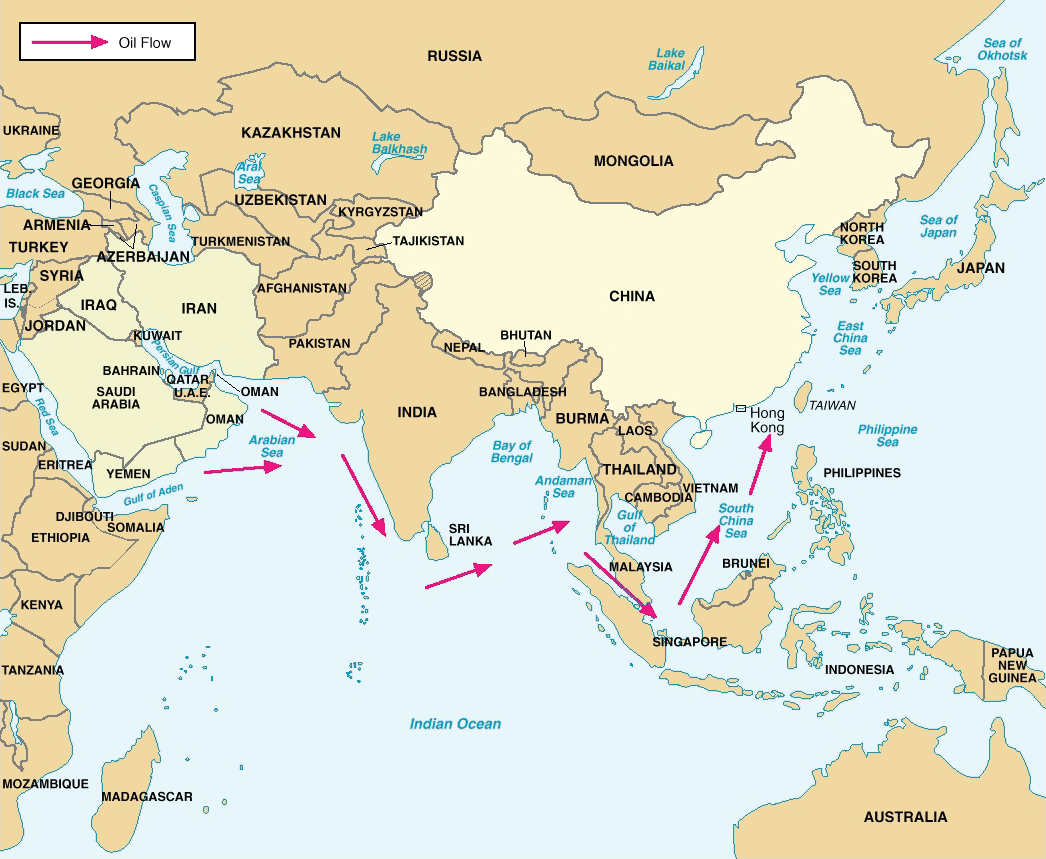
Linhas de comunicação marítimas críticas da China. Em 2004, mais de 80 por cento das importações chinesas de petróleo bruto transitaram pelo Estreito de Malaca, com menos de 2 por cento transitando pelo Estreito de Lombok.

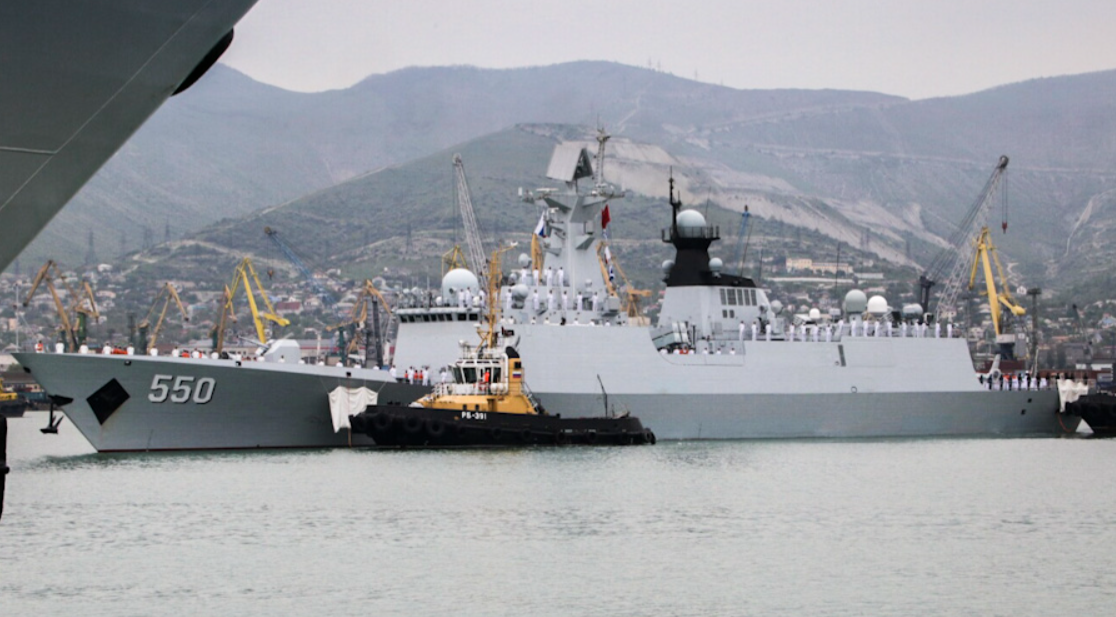
Fragata "Weifang" (China)

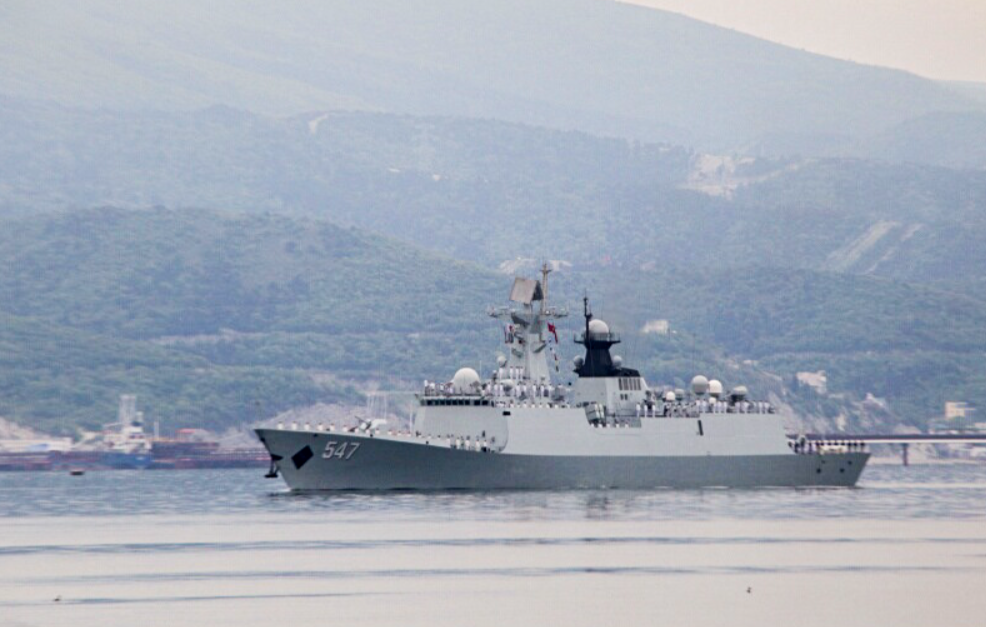
Fragata "Linyi" (China)

A Marinha do Exército Popular de Libertação tornou-se mais proeminente nos últimos anos devido a uma mudança nas prioridades estratégicas chinesas. As novas ameaças estratégicas incluem um possível conflito com os Estados Unidos e/ou um Japão ressurgente em áreas como o Estreito de Taiwan ou o Mar da China Meridional. Como parte de seu programa geral de modernização naval, a MELP tem um plano de longo prazo de desenvolver uma marinha de águas azuis. Robert D. Kaplan disse que foi o colapso da União Soviética que permitiu à China transferir recursos de seu exército para sua marinha e outros ativos de projeção de força.
A China está construindo uma grande base submarina nuclear subterrânea perto de Sanya, Hainan. Em dezembro de 2007, o primeiro submarino Tipo 094 foi transferido para Sanya. O Daily Telegraph em 1º de maio de 2008 relatou que túneis estavam sendo construídos em encostas que poderiam ser capazes de esconder até 20 submarinos nucleares de satélites espiões. Segundo a mídia de notícias ocidental, a base supostamente ajudará a China a projetar poder marítimo bem na área do Oceano Pacífico, inclusive desafiando o poder naval dos Estados Unidos.
Durante uma entrevista de 2008 para a BBC, o major-general Qian Lihua, um alto oficial da defesa chinesa, afirmou que a MELP aspirava possuir um pequeno número de porta-aviões para permitir a expansão do perímetro de defesa aérea da China. De acordo com Qian, a questão importante não era se a China tinha um porta-aviões, mas o que ela faria com ele. Em 13 de janeiro de 2009, o Alm. Robert F. Willard, chefe do Comando do Pacífico dos EUA, chamou a modernização da MELP de "agressiva" e levantou preocupações na região. Em 15 de julho de 2009, o senador Jim Webb do Comitê de Relações Exteriores do Senado declarou que apenas os "Estados Unidos têm tanto a estatura quanto o poder nacional para enfrentar o óbvio desequilíbrio de poder que a China traz" para situações como as reivindicações ao Spratly e Ilhas Paracel.
Ronald O'Rourke do Serviço de Pesquisa do Congresso, escreveu em 2009 que a Marinha do ELP "continua a exibir limitações ou fraquezas em várias áreas, incluindo capacidades para operações sustentadas por formações maiores em águas distantes, operações conjuntas com outras partes das forças armadas da China, sistemas C4ISR, guerra antiaérea (GAA/AAW), guerra antissubmarino (GAS/ASW), MCM e dependência de fornecedores estrangeiros para certos componentes-chave do navio".
Em 1998, a China comprou o navio ucraniano descartado Varyag e começou a adaptá-lo para implantação naval. Em 25 de setembro de 2012, a Marinha do Exército de Libertação Popular recebeu o primeiro porta-aviões da China, o CNS Liaoning. O navio de 60.000 toneladas pode acomodar 33 aeronaves de asa fixa. Especula-se amplamente que essas aeronaves serão o caça J15 (a versão chinesa do SU-33 da Rússia).
Em setembro de 2015, imagens de satélite mostraram que a China pode ter começado a construir seu primeiro porta-aviões Type 002 local. Na época, o layout sugeria um deslocamento de 50.000 toneladas e um casco com comprimento de cerca de 240m e um feixe de cerca de 35m. Em 28 de abril de 2017, o porta-aviões foi lançado como o CNS Shandong.
O Japão levantou preocupações sobre a crescente capacidade da Marinha Chinesa e a falta de transparência à medida que sua força naval continua se expandindo. A China teria colocado em serviço o primeiro míssil balístico antinavio do mundo chamado  DF-21D. A potencial ameaça do DF-21D contra os porta-aviões dos EUA causou grandes mudanças na estratégia dos EUA.
Em 28 de junho de 2017, a China lançou o primeiro de um novo tipo de contratorpedeiro de grande porte, o contratorpedeiro Type 055. O contratorpedeiro CNS Nanchang possui o comprimento de 180 m e mais de 12.000 toneladas totalmente carregado, a segunda maior classe de contratorpedeiros do mundo, depois do contratorpedeiro americano da classe Zumwalt. Oito contratorpedeiros com este projeto, classificados pela Marinha dos Estados Unidos como "cruzadores", foram construídos ou estão em construção.

### Comparação com a Marinha dos EUA
A força da Marinha Chinesa é frequentemente comparada à da Marinha dos Estados Unidos. A MELP é a segunda maior marinha do mundo em termos de tonelagem, que é de 2,400,000 toneladas em 2022, atrás apenas da Marinha dos Estados Unidos. A MELP tem o maior número de grandes combatentes de superfície de qualquer marinha globalmente, com uma força de batalha geral de aproximadamente 350 navios de superfície e submarinos em comparação a força de batalha da Marinha dos Estados Unidos é de aproximadamente 293 navios.
Foram feitas tentativas para comparar a capacidade ofensiva da MELP com a USN. Uma revisão de 2019 descobriu que a frota da USN era capaz de implantar mais "mísseis de força de batalha" (BFMs), definidos como os mísseis que contribuem para missões de batalha, do que a MELP: a frota da USN poderia implantar 11.000 BFMs, em comparação com 5250 BFMs para MELP e 3326 BFMs para a Marinha Russa. Uma revisão de 2016 concluiu que os mísseis da MELP tinham maior capacidade ofensiva do que os da USN, medido em termos de "milha de ataque", a capacidade de lançar uma ogiva usando mísseis anti-navio (MAN/ASM) em uma determinada distância. A revisão usou a seguinte fórmula para cada (MAN/ASM) que a marinha tinha em seu inventário:
Total de milhas de ataque = (Alcance de um (MAN/ASM) × Peso da ogiva de um (MAN/ASM)) × Número de tais mísseis transportados por um navio de guerra × Número de tais navios de guerra na marinha.
Concluiu que o poder de capacidade ofensiva da MELP era de 77 milhões de milhas de ataque em comparação com 17 milhões de milhas de ataque da USN.

### Disputa das Ilhas Spratly

Reivindicações marítimas no Mar da China Meridional

A disputa das Ilhas Spratly é uma disputa territorial sobre a propriedade das Ilhas Spratly, um grupo de ilhas localizadas no Mar da China Meridional. Os estados que reivindicam várias ilhas são Brunei, Malásia, Filipinas, Taiwan, Vietnã e República Popular da China. Todos, exceto Brunei, ocupam algumas das ilhas em disputa. A República Popular da China realizou patrulhas navais nas Ilhas Spratly e estabeleceu uma base permanente.
Em 14 de março de 1988, as forças navais chinesas e vietnamitas entraram em confronto sobre Johnson South Reef nas Ilhas Spratly, que envolveu três fragatas da MELP.
Em fevereiro de 2011, a fragata chinesa Dongguan disparou três tiros contra barcos de pesca filipinos nas proximidades do Jackson Atoll. Os tiros foram disparados depois que a fragata instruiu os barcos de pesca a sair, e um desses barcos teve problemas para remover sua âncora. Em maio de 2011, os barcos de patrulha chineses atacaram e cortaram o cabo de navios vietnamitas de exploração de petróleo perto das ilhas Spratly. A incidência gerou vários protestos anti-China no Vietnã. Em junho de 2011, a marinha chinesa realizou três dias de exercícios, incluindo exercícios de tiro real, nas águas disputadas. Isso foi amplamente visto como um aviso ao Vietnã, que também realizou exercícios de fogo real perto das Ilhas Spratly. Barcos de patrulha chineses dispararam tiros repetidos contra um alvo em uma ilha aparentemente desabitada, enquanto caças gêmeos voavam em linha reta sobre suas cabeças. 14 embarcações participaram das manobras, realizando exercícios antissubmarinos e de desembarque na praia visando  "defender atóis e proteger rotas marítimas".
Em maio de 2013, as três frotas operacionais da marinha chinesa foram posicionadas juntas pela primeira vez desde 2010. Essas manobras navais combinadas no Mar da China Meridional coincidiram com a disputa em andamento das Ilhas Spratly entre a China e as Filipinas, bem como a implantação do Carrier Strike Group Eleven da Marinha dos EUA para a Sétima Frota dos EUA.

### Disputa das Ilhas Senkaku (Diaoyu)
A disputa das Ilhas Senkaku diz respeito a uma disputa territorial sobre um grupo de ilhas desabitadas conhecidas como Ilhas Diaoyu na China, Ilhas Senkaku no Japão e Ilhas Tiaoyutai em Taiwan. Além de um período de administração dos Estados Unidos de 1945 a 1972, o arquipélago é controlado pelo Japão desde 1895. A República Popular da China contestou a proposta de transferência de autoridade dos EUA para o Japão em 1971  e afirmou suas reivindicações sobre as ilhas desde então. Taiwan também reivindicou essas ilhas. O território disputado fica perto de importantes rotas marítimas e áreas de pesca ricas e pode ter grandes reservas de petróleo na área.
Em algumas ocasiões, navios e aviões de vários governos e agências militares da China continental e de Taiwan entraram na área disputada. Para além dos casos de escolta de barcos de pesca e de ativistas, registaram-se outras incursões. Em um período de oito meses em 2012, ocorreram mais de quarenta incursões marítimas e 160 incursões aéreas. Por exemplo, em julho de 2012, três navios de patrulha chineses entraram nas águas disputadas ao redor das ilhas.
A escalada militar continuou em 2013. Em fevereiro, o ministro da Defesa japonês Itsunori Onodera, afirmou que uma fragata chinesa havia bloqueado o radar de direcionamento de armas a um contratorpedeiro e helicóptero japoneses em duas ocasiões em janeiro. Uma fragata chinesa da classe Jiangwei II e um contratorpedeiro japonês estavam a três quilômetros de distância, e a tripulação do último navio foi para os postos de batalha. A mídia estatal chinesa respondeu que suas fragatas estavam em treinamento de rotina na época.
No final de fevereiro de 2013, a inteligência dos EUA detectou a China movendo mísseis balísticos rodoviários móveis para mais perto da costa perto das ilhas disputadas, incluindo mísseis balísticos antinavioDF-16 de médio alcance. Em maio, uma flotilha de navios de guerra chineses de sua Frota do Mar do Norte partiu de Qingdao para exercícios de treinamento no oeste do Oceano Pacífico Norte. Não se sabe se essa implantação está relacionada à disputa de ilhas em andamento entre a China e o Japão.

### Outros incidentes

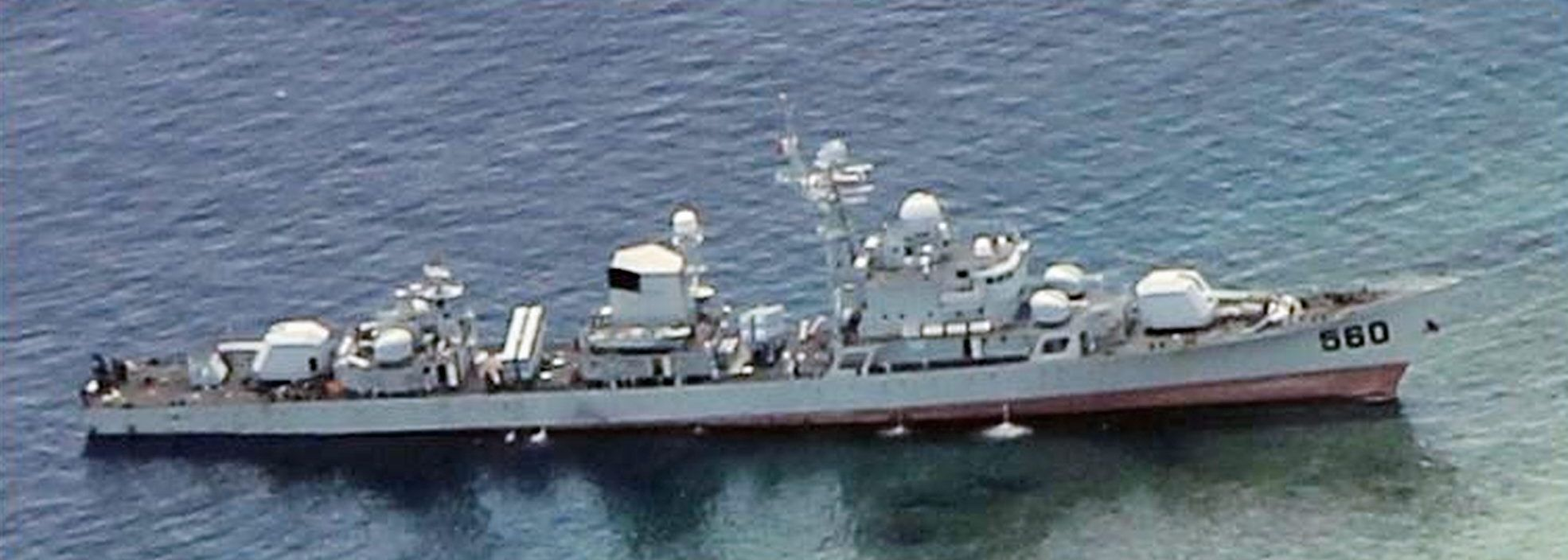
Dongguan encalhado no Half Moon Shoal, 22 de julho de 2011

Em 22 de julho de 2011, após sua escala no Vietnã, o navio de assalto anfíbio indiano Airavat teria sido contatado a 45 milhas (72,42 km) náuticas da costa vietnamita no disputado Mar da China Meridional por uma parte que se identificou como a Marinha chinesa e afirmou que o navio de guerra indiano era entrar em águas chinesas. De acordo com um porta-voz da Marinha indiana, como não havia navios ou aeronaves chinesas visíveis, o INS Airavat prosseguiu em sua jornada conforme programado. A Marinha indiana esclareceu ainda que aqui não houve confronto envolvendo o INS Airavat. A Índia apoia a liberdade de navegação em águas internacionais, inclusive no Mar da China Meridional e o direito de passagem conforme os princípios aceitos do direito internacional. Esses princípios devem ser respeitados por todos.
Em 11 de julho de 2012, a fragata chinesa Dongguan encalhou em Hasa Hasa Shoal, localizada a 60 milhas (96,56 km) náuticas a oeste de Rizal, que estava dentro da ZEE de 200 milhas (321,87 km) náuticas das Filipinas. Em 15 de julho, a fragata havia reflutuado e retornava ao porto sem ferimentos e apenas pequenos danos. Durante este incidente, a cúpula da ASEAN de 2012 ocorreu em Phnom Penh, Camboja, em meio às crescentes tensões regionais.

### Operações antipirataria em 2008
Em 18 de dezembro de 2008, as autoridades chinesas mobilizaram navios da Marinha do Exército de Libertação Popular para escoltar navios chineses no Golfo de Adem. Essa implantação ocorreu após uma série de ataques e tentativas de sequestro de navios chineses por piratas somalis. Os relatórios sugerem que dois contratorpedeiros (Type 052C 171 Haikou e Type 052B 169 Wuhan) e um navio de abastecimento estão sendo usados.
Este movimento foi bem recebido pela comunidade internacional, pois os navios de guerra complementam uma frota multinacional que já opera na costa da África. Desde esta operação a MELP procurou a liderança do organismo 'Shared Awareness and Deconfliction (SHADE)', o que exigiria um aumento do número de navios a contribuir para a frota antipirataria. Esta é a primeira vez que navios de guerra chineses se posicionam fora da região da Ásia-Pacífico para uma operação militar desde as expedições de Zheng He no século XV.
Desde então, mais de 30 navios da Marinha do Exército de Libertação Popular foram implantados no Golfo de Adem em 18 Grupos de Trabalho de Escolta.
| Grupo de Tarefas de Acompanhante/Grupo de Tarefas      | Marinheiros(incluindo pessoal da Marinha ou das forças especiais) | Navios | Partida                                                      | Começar                                                        | Fim                                                             | Retornar               | Referência      |
| ------------------------------------------------------ | ----------------------------------------------------------------- | --- | ------------------------------------------------------------ | -------------------------------------------------------------- | --------------------------------------------------------------- | ---------------------- | --------------- |
| 1º Grupo de Tarefas de Escolta/Grupo de Tarefas 169    | 869                                                               | DDG-169 Wuhan (contratorpedeiro Tipo 052B), DDG-171 Haikou (contratorpedeiro Tipo 052C), AOR-887 Weishan Hu (navio de reabastecimento Tipo 903)                      | 26 de dezembro de 2008                                       | 26 de janeiro de 2009                                          | 15 de abril de 2009                                             | 28 de abril de 2009    | [ 97 ] [ 98 ]   |
| 2º Grupo de Trabalho de Escolta/Grupo de Trabalho 167  | 866                                                               | DDG-167 Shenzhen (contratorpedeiro Tipo 051B), FFG-570 Huangshan (fragata Tipo 054A), AOR-887 Weishan Hu (navio de reabastecimento Tipo 903)                         | 2 de abril de 2009                                           | 15 de abril de 2009                                            | 1 de agosto de 2009                                             | 21 de agosto de 2009   | [ 99 ]          |
| 3º Grupo de Tarefas de Escolta/Grupo de Tarefas 529    | 806                                                               | FFG-529 Zhoushan (fragata Tipo 054A), FFG-530 Xuzhou (fragata Tipo 054A), AOR-886 Qiandao Hu (navio de reabastecimento Tipo 903)                                     | 16 de julho de 2009                                          | 1 de agosto de2009                                             | 29 November 2009                                                | 20 de dezembro de 2009 | [ 100 ]         |
| 4º Grupo de Trabalho de Escolta/Grupo de Trabalho 525  | 788                                                               | FFG-525 Ma'anshan (fragata Tipo 054), FFG-526 Wenzhou (fragata Tipo 054), FFG-568 Chaohu (fragata Tipo 054A), AOG-886 Qiandao Hu (navio de reabastecimento Tipo 903) | 30 de outubro de 2009                                        | 27 de novembro de 2009                                         | 18 de março de 2010                                             | 23 de abril de 2010    | [ 101 ]         |
| 5º Grupo de Trabalho de Escolta/Grupo de Trabalho 168  | 825                                                               | DDG-168 Guangzhou (contratorpedeiro Tipo 052B), FFG-568 Chaohu (fragata Tipo 054A), AOR-887 Weishan Hu (navio de reabastecimento Tipo 903)                           | 4 de março de 2010 (FFG-568 Chaohu em 2 de dezembro de 2009) | 18 de março de 2010 (FFG-568 Chaohu em 21 de dezembro de 2009) | 20 de julho de 2010                                             | 12 de setembro de 2010 | [ 102 ]         |
| 6º Grupo de Trabalho de Escolta/Grupo de Trabalho 998  | 981                                                               | LPD-998 Kunlun Shan (doca de transporte anfíbio Tipo 071), DDG-171 Lanzhou (contratorpedeiro Tipo 052C), AOR-887 Weishan Hu (navio de reabastecimento Tipo 903)      | 30 de junho de 2010                                          | 14 de julho de 2010                                            | 20 de novembro de 2010                                          | 7 de janeiro de 2011   | [ 103 ]         |
| 7º Grupo de Trabalho de Escolta/Grupo de Trabalho 530  | 788                                                               | FFG-529 Zhoushan (fragata Tipo 054A), FFG-530 Xuzhou (fragata Tipo 054A), AOR-886 Qiandao Hu (navio de reabastecimento Tipo 903)                                     | 2 de novembro de 2010                                        | 23 de novembro de 2010                                         | 11 de novembro de 2011                                          | 9 de maio de 2011      | [ 104 ]         |
| 8º Grupo de Trabalho de Escolta/Grupo de Trabalho 526  | 796                                                               | FFG-525 Ma'anshan (fragata Tipo 054), FFG-526 Wenzhou (fragata Tipo 054), AOR-886 Qiandao Hu (navio de reabastecimento Tipo 903)                                     | 21 de fevereiro de 2011                                      | 18 de março de 2011                                            | 21 de julho de 2011                                             | 28 de agosto de 2011   | [ 105 ]         |
| 9º Grupo de Trabalho de Escolta/Grupo de Trabalho 169  | 878                                                               | DDG-169 Wuhan (contratorpedeiro Tipo 052B), FFG-569 Yulin (fragata Tipo 054A), AOR-885 Qinghai Hu (navio de reabastecimento Tipo 908)                                | 2 de julho de 2011                                           | 23 de julho de 2011                                            | 15 de novembro de 2011                                          | 24 de dezembro de 2011 | [ 106 ]         |
| 10º Grupo de Trabalho de Escolta/Grupo de Trabalho 171 | 875                                                               | DDG-171 Haikou (contratorpedeiro Tipo 052C), FFG-571 Yuncheng (fragata Tipo 054A), AOR-885 Qinghai Hu (navio de reabastecimento Tipo 908)                            | 2 de novembro de 2011                                        | 19 de novembro de 2011                                         | 17 de março de 2012                                             | 5 de maio de 2012      | [ 107 ]         |
| 11º Grupo de Trabalho de Escolta/Grupo de Trabalho 113 | 779                                                               | DDG-171 Haikou (contratorpedeiro Tipo 052C), FFG-571 Yuncheng (fragata Tipo 054A), AOR-885 Qinghai Hu (navio de reabastecimento Tipo 908)                            | 27 de fevereiro de 2012                                      | 17 de março de 2012                                            | 18 de julho de 2012                                             | 12 de setembro de 2012 | [ 108 ]         |
| 12º Grupo de Trabalho de Escolta/Grupo de Trabalho 548 | 788                                                               | FFG-548 Yiyang (fragata Tipo 054A), FFG-549 Changzhou (fragata Tipo 054A), AOR-886 Qiandao Hu (navio de reabastecimento Tipo 903)                                    | 3 de julho de 2012                                           | 18 de julho de 2012                                            | 23 de novembro de 2012                                          | 19 de janeiro de 2013  | [ 109 ]         |
| 13º Grupo de Trabalho de Escolta/Grupo de Trabalho 570 | 787                                                               | FFG-568 Hengyang (Ex-Chaohu, fragata Tipo 054A), FFG-570 Huangshan (fragata Tipo 054A), AOR-885 Qinghai Hu (navio de reabastecimento Tipo 908)                       | 9 de novembro de 2012                                        | 23 de novembro de 2012                                         | 13 de março de 2013                                             | 23 de maio de 2013     | [ 110 ]         |
| 14º Grupo de Trabalho de Escolta/Grupo de Trabalho 112 | 736                                                               | DDG-112 Harbin (contratorpedeiro Tipo 052), FFG-528 Mianyang (fragata Tipo 053H3), AOR-887 Weishan Hu (navio de reabastecimento Tipo 903)                            | 16 de fevereiro de 2013                                      | 13 de março de 2013                                            | 22 de agosto de 2013 (FFG-528 Mianyang em 25 de agosto de 2013) | 28 de setembro de 2013 | [ 111 ]         |
| 15º Grupo de Trabalho de Escolta/Grupo de Trabalho 999 | 853                                                               | LPD-999 Jinggang Shan (doca de transporte anfíbio Tipo 071), FFG-572 Hengshui (fragata Tipo 054A), AOR-889 Tai Hu (navio de reabastecimento Tipo 903)                | 8 de agosto de 2013                                          | 22 de agosto de 2013                                           | 20 de dezembro de 2013                                          | 22 de janeiro de 2014  | [ 112 ]         |
| 16º Grupo de Trabalho de Escolta/Grupo de Trabalho 546 | 660                                                               | FFG-527 Luoyang (fragata Tipo 053H3), FFG-546 Yancheng (fragata Tipo 054A), AOR-889 Tai Hu (navio de reabastecimento Tipo 903)                                       | 11 de novembro de 2013                                       | 20 de dezembro de 2013                                         | 18 de abril de 2014                                             | 18 de julho de 2014    | [ 113 ]         |
| 17º Grupo de Trabalho de Escolta/Grupo de Trabalho 150 | 810                                                               | DDG-150 Changchun (contratorpedeiro Tipo 052C), FFG-549 Changzhou (fragata Tipo 054A), AOR-890 Chao Hu (navio de reabastecimento Tipo 903)                           | 25 de março de 2014                                          | 18 de abril de 2014                                            | 23 de agosto de 2014                                            | 22 de outubro de 2014  | [ 114 ]         |
| 18º Grupo de Trabalho de Escolta/Grupo de Trabalho 989 | 1200                                                              | LPD-989 Changbai Shan (doca de transporte anfíbio Tipo 071), FFG-571 Yuncheng (fragata Tipo 054A), AOR-890 Chao Hu (navio de reabastecimento Tipo 903)               | 2 de agosto de 2014                                          | 23 de agosto de 2014                                           | 24 de dezembro de 2014                                          | 19 de março de 2015    | [ 115 ]         |
| 19º Grupo de Trabalho de Escolta/Grupo de Trabalho 547 | 780                                                               | FFG-547 Linyi (fragata Tipo 054A), FFG-550 Weifang (fragata Tipo 054A), AOR-887 Weishan Hu (navio de reabastecimento Tipo 903)                                       | 2 de dezembro de 2014                                        | 24 de dezembro de 2014                                         | 24 de abril de 2015                                             | 10 de julho de 2015    | [ 116 ]         |
| 20º Grupo de Trabalho de Escolta/Grupo de Trabalho 152 | ~800                                                              | DDG-152 Jinan (contratorpedeiro Tipo 052C), FFG-528 Yiyang (fragata Tipo 054A), AOR-886 Qiandao Hu (navio de reabastecimento Tipo 903)                               | 3 de abril de 2015                                           | 24 de abril de 2015                                            | 22 de agosto de 2015                                            | 5 de fevereiro de 2016 | [ 117 ]         |
| 21º Grupo de Trabalho de Escolta/Grupo de Trabalho 573 | ~700                                                              | FFG-573 Liuzhou (fragata Tipo 054A), FFG-574 Sanya (fragata Tipo 054A), AOR-885 Qinghai Hu (navio de reabastecimento Tipo 908)                                       | 4 de agosto de 2015                                          | 22 de agosto de 2015                                           | 3 de janeiro de 2016                                            | 8 de março de 2016     | [ 118 ]         |
| 22º Grupo de Trabalho de Escolta/Grupo de Trabalho 576 | ~700                                                              | FFG-576 Daqing (fragata Tipo 054A), DDG-112 Harbin (contratorpedeiro Tipo 052), AOR-889 Tai Hu (navio de reabastecimento Tipo 903)                                   | 6 de dezembro de 2015                                        | 3 de janeiro de 2016                                           | 29 de abril de 2016                                             | 30 de junho de 2016    | [ 119 ]         |
| 23º Grupo de Trabalho de Escolta/Grupo de Trabalho 531 | ~700                                                              | FFG-531 Xiangtan (fragata Tipo 054A), FFG-529 Zhoushan (fragata Tipo 054A), AOR-890 Chao Hu (navio de reabastecimento Tipo 903)                                      | 7 de abril de 2014                                           | 29 de abril de 2016                                            | 4 de setembro de 2016                                           | 1 de novembro de 2016  | [ 120 ]         |
| 24º Grupo de Trabalho de Escolta/Grupo de Trabalho 112 | ~700                                                              | DDG-112 Harbin (contratorpedeiro Tipo 052), FFG-579 Handan (fragata Tipo 054A), AOR-960 Dongping Hu (navio de reabastecimento Tipo 903)                              | 10 de agosto de 2014                                         | 2 de setembro de 2016                                          | 5 de janeiro de 2017                                            | 8 de março de 2017     | [ 121 ]         |
| 25º Grupo de Trabalho de Escolta/Grupo de Trabalho 568 | ~700                                                              | FFG-568 Hengyang (fragata Tipo 054A), FFG-569 Yulin (fragata Tipo 054A), AOR-963 Hong Hu (navio de reabastecimento Tipo 903)                                         | 17 de dezembro de 2016                                       | 2 de janeiro de 2017                                           | 21 de abril de 2017                                             | 12 de julho de 2017    | [ 122 ]         |
| 26º Grupo de Trabalho de Escolta/Grupo de Trabalho 577 | ~700                                                              | FFG-577 Huanggang (fragata Tipo 054A), FFG-578 Yangzhou (fragata Tipo 054A), AOR-966 Gaoyou Hu (navio de reabastecimento Tipo 903)                                   | 1 de abril de 2017                                           | 21 de abril de 2017                                            | 23 de agosto de 2017                                            | 1 de dezembro de 2017  | [ 123 ]         |
| 27º Grupo de Trabalho de Escolta/Grupo de Trabalho 171 | ~700                                                              | DDG-171 Haikou (contratorpedeiro Tipo 052C), FFG-575 Yueyang (fragata Tipo 054A), AOR-885 Qinghai Hu (navio de reabastecimento Tipo 908)                             | 1 de agosto de 2017                                          | 23 de agosto de 2017                                           | 26 de dezembro de 2017                                          | 18 de março de 2018    | [ 124 ]         |
| 28º Grupo de Trabalho de Escolta/Grupo de Trabalho 546 | ~700                                                              | FFG-546 Yancheng (fragata Tipo 054A), FFG-550 Weifang (fragata Tipo 054A), AOR-889 Tai Hu (navio de reabastecimento Tipo 903)                                        | 3 de dezembro de 2017                                        | 26 de dezembro de 2017                                         | 1 de maio de 2018                                               | 9 de agosto de 2018    | [ 125 ]         |
| 29º Grupo de Trabalho de Escolta/Grupo de Trabalho 515 | ~700                                                              | FFG-515 Binzhou (fragata Tipo 054A), FFG-530 Xuzhou (fragata Tipo 054A), AOR-886 Qiandao Hu (navio de reabastecimento Tipo 903)                                      | 4 de abril de 2018                                           | 28 de abril de 2018                                            | 3 de setembro de 2018                                           | 4 de outubro de 2018   | [ 126 ]         |
| 30º Grupo de Trabalho de Escolta/Grupo de Trabalho 539 | ~700                                                              | FFG-539 Wuhu (fragata Tipo 054A), FFG-579 Handan (fragata Tipo 054A), AOR-960 Dongping Hu (navio de reabastecimento Tipo 903)                                        | 6 de agosto de 2018                                          | 1 de setembro de 2018                                          | 24 de dezembro de 2018                                          | 27 de janeiro de 2019  | [ 127 ]         |
| 31º Grupo de Trabalho de Escolta/Grupo de Trabalho 998 | ~700                                                              | LPD-998 Kunlun Shan (doca de transporte anfíbio Tipo 071), FFG-536 Xuchang (fragata Tipo 054A), AOR-964 Luoma Hu (navio de reabastecimento Tipo 903)                 | 9 dezembro de 2018                                           | 24 de dezembro de 2018                                         | 28 de abril de 2019                                             | 30 de maio de 2019     | [ 128 ] [ 129 ] |
| 32º Grupo de Trabalho de Escolta/Grupo de Trabalho 153 | ~700                                                              | DDG-153 Xi'an (contratorpedeiro Tipo 052C), FFG-599 Anyang (fragata Tipo 054A), AOR-966 Gaoyou Hu (navio de reabastecimento Tipo 903)                                | 4 de abril de 2019                                           | 28 de abril de 2019                                            | 14 de setembro de 2019                                          | 1 de novembro de 2019  | [ 128 ] [ 130 ] |
| 33º Grupo de Trabalho de Escolta/Grupo de Trabalho 117 | ~600                                                              | DDG-117 Xining (contratorpedeiro Tipo 052D), FFG-550 Weifang (fragata Tipo 054A), AOR-968 Hoh Xil Hu (navio de reabastecimento Tipo 903A)                            | 29 de agosto de 2019                                         | 14 de setembro de 2019                                         | 20 de novembro de 2019                                          | 1 de janeiro de 2020   | [ 130 ]         |
| 34º Grupo de Trabalho de Escolta/Grupo de Trabalho 118 | ~700                                                              | DDG-117 Xining (contratorpedeiro Tipo 052D), FFG-550 Weifang (fragata Tipo 054A), AOR-887 Weishan Hu (navio de reabastecimento Tipo 903)                             | 10 de junho de 2020                                          | 14 de julho de 2019                                            | 14 de março de 2020                                             | 10 de abril de 2020    |                 |
| 35º Grupo de Trabalho de Escolta/Grupo de Trabalho 122 | ~600                                                              | DDG-131 Taiyuan (contratorpedeiro Tipo 052D), FFG-532 Jingzhou (fragata Tipo 054A), AOR-890 Chao Hu (navio de reabastecimento Tipo 903)                              | 28 de abril de 2020                                          | 14 de maio de 2020                                             | 1 de agosto de 2020                                             | 14 de outubro de 2020  |                 |
| 36º Grupo de Trabalho de Escolta/Grupo de Trabalho 202 | ~700                                                              | DDG-119 Guiyang (contratorpedeiro Tipo 052D), FFG-542 Zaozhuang (fragata Tipo 054A), AOR-960 Dongping Hu (navio de reabastecimento Tipo 903)                         | 4 de setembro de 2020                                        | 14 de outubro de 2020                                          | Em andamento                                                    | Em andamento           |                 |

### Guerra Civil da Líbia de 2011
No período que antecedeu a Guerra Civil da Líbia de 2011, o Xuzhou (530) foi implantado a partir de operações antipirataria no Golfo de Adem para evacuar cidadãos chineses da Líbia.

### Conflito do Iêmen
Durante o conflito no Iêmen, em 2015, a Marinha chinesa desviou fragatas que realizavam operações antipirataria na Somália para evacuar pelo menos 600 cidadãos chineses e 225 estrangeiros que trabalhavam no Iêmen. Entre os evacuados não chineses estavam 176 cidadãos paquistaneses, com números menores de outros países como Etiópia, Cingapura, Reino Unido, Itália e Alemanha. Apesar das evacuações a embaixada chinesa no Iêmen continuou operando.

## Equipamentos
A partir de 2018, a marinha chinesa operava mais de 496 navios de combate e 232 várias embarcações auxiliares e contava com 255.000 marinheiros em suas fileiras. A Marinha chinesa também emprega mais de 710 aeronaves navais, incluindo caças, bombardeiros e aeronaves de guerra eletrônica. A China tem uma grande variedade de artilharia, torpedos e mísseis em abundância em seus meios  de combate.

### Navios e submarinos
Todos os navios e submarinos atualmente em comissão com a Marinha do Exército de Libertação Popular foram construídos na China, com exceção dos contratorpedeiros da classe Sovremenny, submarinos da classe Kilo e o porta-aviões Liaoning. Essas embarcações eram importadas ou originárias da Rússia. A partir de 2008, a mídia estatal chinesa oficial em inglês não usa mais o termo "Marinha do Exército de Libertação Popular", em vez disso, o termo "Marinha Chinesa" com o uso do prefixo não oficial "CNS" para "Chinese Navy Ship" agora é empregado.
A China emprega uma ampla gama de combatentes da Marinha, incluindo porta-aviões, navios de guerra anfíbios e contratorpedeiros. A Marinha chinesa está se modernizando rapidamente, com quase metade dos navios de combate da Marinha chinesa construídos após 2010. Os estaleiros estatais da China construíram 83 navios em apenas oito anos com uma velocidade sem precedentes. A China tem seu próprio sistema independente de defesa de mísseis marítimos e de combate naval semelhante ao Aegis dos EUA.

### Aeronaves
A China opera caças baseados em porta-aviões para proteger alvos terrestres, aéreos e marítimos. A Marinha chinesa também opera uma ampla gama de helicópteros para logística de campo de batalha, reconhecimento, patrulha e evacuação médica.

### Armamento naval
O exclusivo QBS-06 é um fuzil de assalto subaquático com 5,8 × 42 DBS-06 e é usado por homens-rã navais. É baseado no APS soviético.
No início de fevereiro de 2018, fotos do que se afirma ser um railgun chinês foram publicadas online. Nas fotos, a arma é mostrada montada na proa de um navio de desembarque da classe Type 072III Haiyangshan. A mídia está sugerindo que o sistema está ou logo estará pronto para testes. Em março de 2018, foi relatado que a China havia confirmado que havia começado a testar seu canhão eletromagnético no mar.

## Futuro da Marinha do Exército de Libertação Popular
As ambições da marinha chinesa incluem operar na primeira e segunda cadeias de ilhas até o Pacífico Sul, perto da Austrália, e abranger as ilhas Aleutas e operações que se estendem até o Estreito de Malaca, perto do Oceano Índico. A futura frota da marinha será composta por um equilíbrio de meios de combate visando maximizar a eficácia de combate da MELP.
No topo, haveria destróieres modernos, como destróieres de mísseis guiados furtivos equipados com mísseis de defesa aérea de longo alcance e capacidades antissubmarino (Tipo 055). Haveria contratorpedeiros modernos equipados com mísseis de defesa aérea de longo alcance (Tipo 052B, Tipo 052C, Tipo 052D e Tipo 051C) e contratorpedeiros armados com mísseis anti-navio supersônicos (classe Sovremenny).
Haveria submarinos avançados de ataque com propulsão nuclear e mísseis balísticos (Tipo 093, Tipo 095, Tipo 094, Tipo 096), submarinos avançados de ataque convencional (classes Kilo e Yuan), porta-aviões (Tipo 001, Tipo 002 e Tipo 003), e porta-helicópteros (Tipo 075) e grandes navios anfíbios de guerra (Tipo 071) capazes de mobilizar tropas a longas distâncias.
No nível médio e baixo, haveria fragatas e contratorpedeiros multifuncionais mais econômicos (classes Luhu, Jiangwei II e Jiangkai), corvetas (classe Jiangdao), embarcações rápidas de ataque com mísseis litorâneos (classes Houjian, Houxin e Houbei), vários navios de desembarque e embarcações leves e submarinos de patrulha costeira com propulsão convencional (classe Song). Os navios de combate obsoletos (baseados em projetos dos anos 1960) serão eliminados nas próximas décadas, à medida que projetos mais modernos entrarem em produção total.
Pode levar uma década para que a maioria desses navios mais antigos seja aposentada. Até então, eles servirão principalmente na extremidade inferior, como plataformas multifuncionais de patrulha/escolta. Seu uso pode ser aprimorado no futuro como transporte rápido ou plataformas de apoio a incêndios. Esse sistema de eliminação gradual veria uma reversão no declínio na quantidade de navios da marinha até 2015 e os cortes no estoque após o fim da Guerra Fria poderiam ser compensados até 2020.
Entre 2001 e 2006, houve um rápido programa de construção e aquisição uma tendência que continuou. Houve mais de uma dúzia de novas classes de navios construídas nesses cinco anos,  totalizando cerca de 60 navios novos (incluindo navios de desembarque e auxiliares). Simultaneamente, dezenas de outros navios foram retirados de serviço ou reformados com novos equipamentos.
Os submarinos desempenham um papel significativo no desenvolvimento da futura frota da MELP. Isso é evidenciado pela construção de um novo tipo de submarino de mísseis balísticos nucleares, o Tipo 094 e o Tipo 093 submarino de ataque nuclear. Isso fornecerá a marinha chinesa uma resposta mais moderna para a necessidade de uma dissuasão nuclear marítima. Os novos submarinos também serão capazes de realizar ataques convencionais e outros requisitos especiais de guerra.
A União Européia forneceu grande parte da tecnologia de propulsão para a modernização da marinha chinesa.
Ronald O'Rourke, do Congressional Research Service, relatou que os objetivos de longo prazo do planejamento da marinha chinesa incluem:
- Afirmar ou defender as reivindicações da China em disputas territoriais marítimas e a interpretação da China das leis internacionais relativas à liberdade de navegação em zonas econômicas exclusivas (uma interpretação em desacordo com a interpretação dos EUA);
- Proteger as linhas marítimas de comunicação da China com o Golfo Pérsico, do qual a China depende para algumas de suas importações de energia.[148]

Durante o desfile militar do 60º aniversário da República Popular da China, o míssil de cruzeiro naval YJ-62 fez sua primeira aparição pública; o YJ-62 representa a próxima geração em tecnologia de armas navais no Exército de Libertação Popular.
Após a construção de seus dois porta-aviões menores, a China começou a construir o porta-aviões Type 003 aprimorado, que deverá deslocar 83.000 toneladas e permitir operações CATOBAR até 2022.
A MELP também pode operar a partir de Gwadar ou Seychelles para missões antipirataria e para proteger rotas comerciais vitais que podem colocar em risco a segurança energética da China em caso de conflito. Em 2016, a China estabeleceu sua primeira base naval no exterior em Djibuti, que forneceu o apoio necessário para a frota e tropas chinesas.
A China teria começado a testar projetos de navios arsenais.
O nome do Pentágono para a milícia marítima chinesa é Milícia Marítima das Forças Armadas do Povo. Seu papel futuro é desconhecido, mas os planejadores de guerra estão cientes de sua história e uso potencial em conflitos navais.

## Missão
Tempos de paz:
- Patrulha marítima das águas territoriais
- Estabelecer presença nas águas territoriais disputadas e proteger os atuais interesses
- Combater a pirataria, o contrabando e realizar busca e salvamento
- Manter a segurança das águas territoriais
- Apoio logístico aos combatentes em guarnições de ilhas
- Manter a segurança das linhas marítimas de comunicações

Tempos de guerra:
- Defesa litorânea dos mares locais
- Bloqueio ou proteção das rotas marítimas vitais e pontos de estrangulamento (por exemplo, Estreito de Taiwan)
- Transporte tático, suporte e operações anfíbias das forças terrestres
- Defesa aérea
- Operações anti-submarino
- Engajamento de navios inimigos
- Apoio logístico aos combatentes em guarnições de ilhas

## Equipamento
| Porta-aviões                                              | Porta-aviões    | Porta-aviões                | Porta-aviões | Porta-aviões | Porta-aviões |
| Nome                                                      | Origem          | Tipo                        | Quantidade   | Observações | Foto         |
| --------------------------------------------------------- | --------------- | --------------------------- | ------------ | --- | ------------ |
| Type 001                                                  | União Soviética | Porta-aviões                | 1            | Antigo Varyag, atualmente comissionado pela República Popular da China com o nome Liaoning                       |              |
| Type 001A                                                 | China           | Porta-aviões                | 1            | Chamado Shandong, é o primeiro porta aviões construído em território chinês                                      |              |
| Fujian                                                    | China           | Porta-aviões                | 1            | Anteriormente chamado de Type 003, é o primeiro Porta-aviões com catapultas eletromagneticasconstruido na China. |              |
| Navio de assalto anfíbio                                  |                 |                             |              | |              |
| Nome                                                      | Origem          | Tipo                        | Quantidade   | Observações | Foto         |
| Classe Yuzhao                                             | China           | Navio de assalto anfíbio    | 2            | (3 em serviço, 3 em construção)                                                                                  |              |
| Cruzador                                                  |                 |                             |              | |              |
| Nome                                                      | Origem          | Tipo                        | Quantidade   | Observações | Foto         |
| Classe Renhai                                             | China           | Cruzador de mísseis guiados | 5            | 11 em construção                                                                                                 |              |
| Contratorpedeiro                                          |                 |                             |              | |              |
| Nome                                                      | Origem          | Tipo                        | Quantidade   | Observações | Foto         |
| Classe Luyang II                                          | China           | Contratorpedeiro            | 6            | (2 em serviço, 4 em construção)                                                                                  |              |
| Classe Luzhou                                             | China           | Contratorpedeiro            | 2            | (2 em serviço)                                                                                                   |              |
| Classe Luyang                                             | China           | Contratorpedeiro            | 2            | (2 em serviço)                                                                                                   |              |
| Classe Luhai                                              | China           | Contratorpedeiro            | 1            | (1 em serviço)                                                                                                   |              |
| Classe Sovremennyy                                        | China           | Contratorpedeiro            | 4            | (4 em serviço)                                                                                                   |              |
| Classe Luhu                                               | China           | Contratorpedeiro            | 2            | (2 em serviço)                                                                                                   |              |
| Classe Luda                                               | China           | Contratorpedeiro            | 13           | (13 em serviço, 3 retirados)                                                                                     |              |
| Submarinos Nuclear Lançador de Misseis Balisticos         |                 |                             |              | |              |
| Type 096                                                  | China           | SNLMB                       | 0            | (6 planejados, 2 em construção)                                                                                  |              |
| Type 094                                                  | China           | SNLMB                       | 6            | |              |
| Type 092                                                  | China           | SNLMB                       | 1            | |              |
| Submarinos Nuclear de Ataque                              |                 |                             |              | |              |
| Type 095                                                  | China           | Submarino Nuclear           | 0            | (em Construção)                                                                                                  |              |
| Type 093/ 093A                                            | China           | Submarino Nuclear           | 6            | (2 Type 093) (4 Type 093A)                                                                                       |              |
| Type 091                                                  | China           | Submarino Nuclear           | 3            | |              |
| Submarino                                                 |                 |                             |              | |              |
| Type 039A/ Type 039B                                      | China           | Submarino                   | 18           | ‎4 Type 039A e 14 Type 039B em serviço‎                                                                            |              |
| Type 039/039G/039G1                                       | China           | Submarino                   | 12           | |              |
| Classe Kilo                                               | China           | Submarino                   | 12           | ‎2 Projeto 877, 2 Projeto 636 e 8 Projeto 636M em serviço‎                                                         |              |
| Type 035                                                  | China           | Submarino                   | 14           | ‎4 Type 035B em serviço e 10 Type 035G (Em Processo de Retirada)                                                  |              |
| Submarinos Convencionais Lançadores de Misseis Balisticos |                 |                             |              | |              |
| Type 032                                                  | China           | Submarino                   | 1            | |              |
| Fragata                                                   |                 |                             |              | |              |
| Type 054A                                                 | China           | Fragata                     | 31           | (50 planejados, 31 em serviço)                                                                                   |              |
| Type 054                                                  | China           | Fragata                     | 2            | |              |
| Type 053H3/1G/H1                                          | China           | Fragata                     | 15           | 10 Type 053H3, 4 Type 053H1G, 1 Type 053H1                                                                       |              |
| Corveta                                                   |                 |                             |              | |              |
| Type 053/ 053A                                            | China           | Corveta                     | 72           | |              |